# Kunstmuseum Basel
Das Kunstmuseum Basel ist ein international renommiertes Museum für bildende Kunst in der Schweizer Stadt Basel. Es firmiert unter dem rechtlichen Oberbegriff Öffentliche Kunstsammlung Basel und gilt mit dem im Jahr 1661 von der Stadt erworbenen «Amerbach-Kabinett» als das älteste öffentlich zugängliche Kunstmuseum der Welt.
Es beherbergt die grösste öffentliche Kunstsammlung der Schweiz. Zudem besitzt es weltweit die grösste Sammlung von Werken der Holbein-Familie. Das Museum bespielt drei Standorte, den Hauptbau, das Kunstmuseum Basel Gegenwart sowie den Erweiterungsbau.

## Sammlung

### Amerbach-Kabinett
Das Basler Kunstmuseum besitzt weltweit die grösste Sammlung von Werken der Holbein-Familie. Die älteren Bestände des Museums gehen teilweise auf den Basler Sammler Basilius Amerbach (1533–1591) zurück, dessen Vater Bonifacius unter anderen mit dem Humanisten Erasmus von Rotterdam und dem Maler Hans Holbein befreundet war. Im Jahr 1661 hat die Stadt die Privatsammlung erworben. Das sogenannte «Amerbach-Kabinett» war das erste  Museum, das in Europa im Besitz eines städtischen Gemeinwesens stand. Die Amerbachsammlung war 1671 bis 1849 im Haus zur Mücke untergebracht und ein Teil in der Universitätsbibliothek Basel. Zusammen mit dem Ashmolean-Museum, das zwei Jahrzehnte später, im Jahr 1683, von der Universität Oxford eröffnet und betrieben wurde, zählt es zudem als ältestes Museum im Besitz einer Universität der Welt.
Im Jahr 1849 zog sie in das Museum an der Augustinergasse (heute Naturhistorisches Museum Basel). Raumnot führte dazu, dass die Kunstsammlung 1922 im «Augustinerhof» an der Augustinergasse (Kupferstichkabinett) und im «Bachofenhaus» am Münsterplatz (Sammlung Bachofen mit weiteren Beständen) Filialen erhielt und 1928 mit ihrem Hauptteil in der Kunsthalle ein vorläufiges Domizil fand. 1936 fand die Kunstsammlung ihr Domizil im neu eröffneten Kunstmuseum.

Frühere Ausstellungspräsentationen im Haus zur Mücke und im Augustinerhof
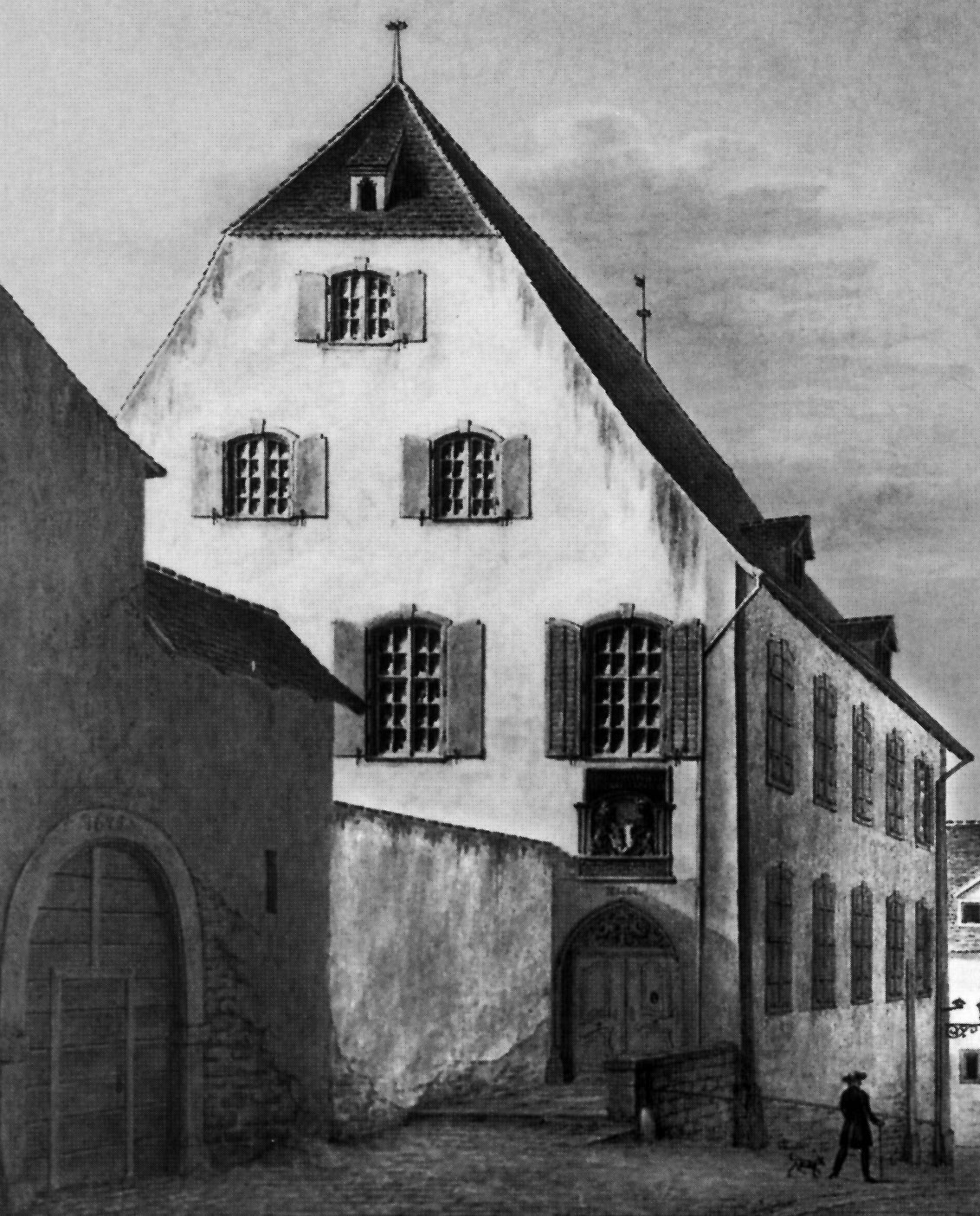
Haus zur Mücke
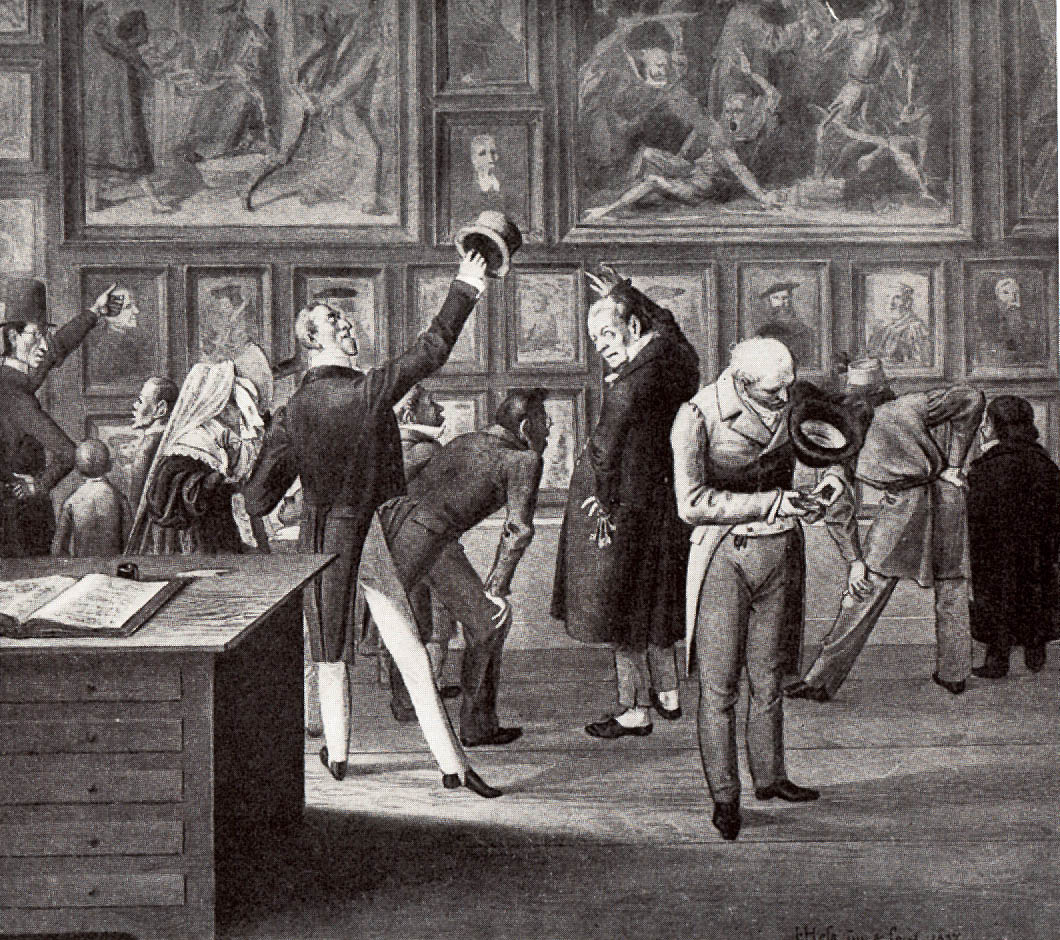
Zeichnung einer Ausstellung im Haus zur Mücke von Hieronymus Hess, 1837
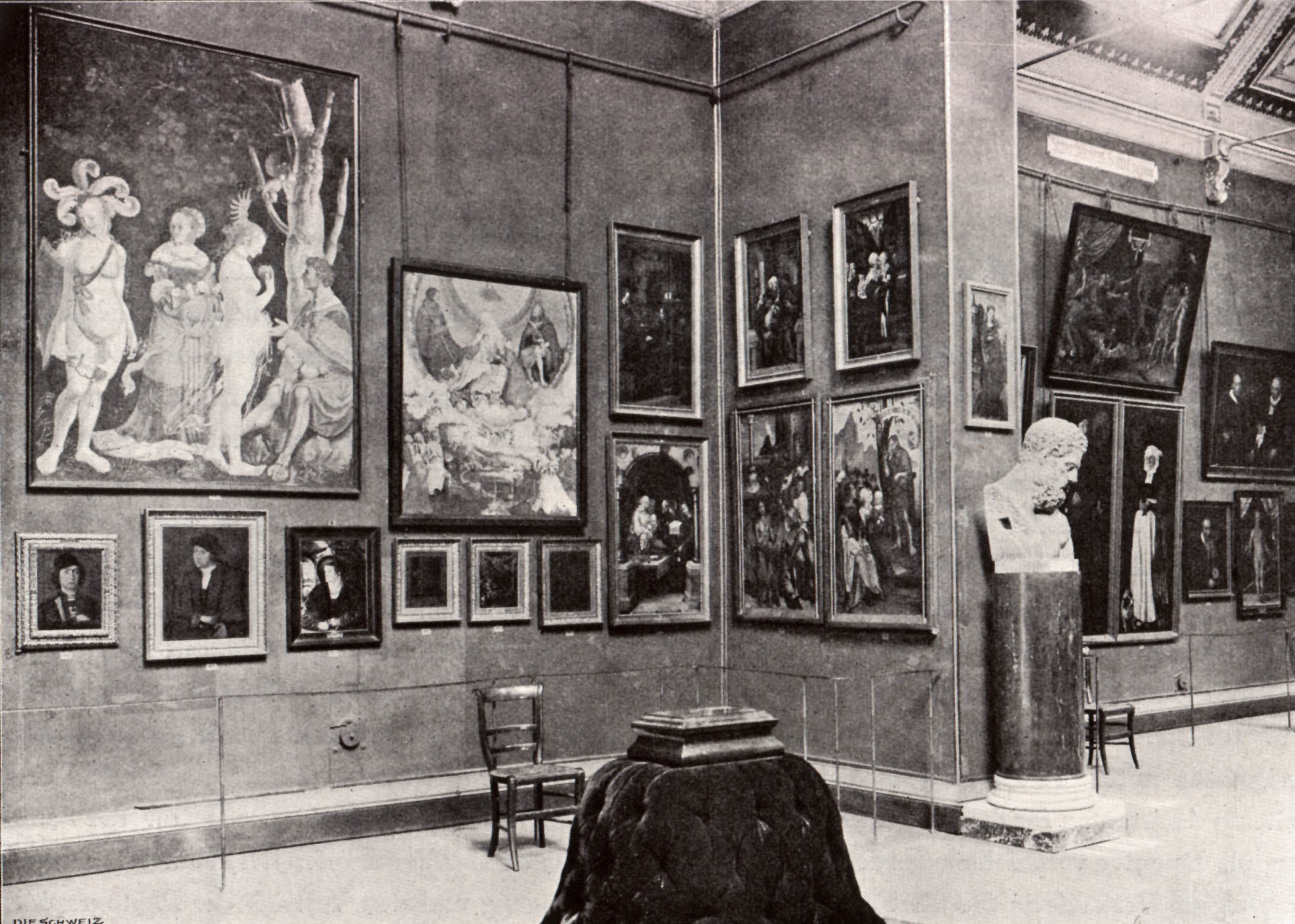
Frühere «Galerie der Alten Meister» im Augustinerhof, 1907

### Öffentliche Kunstsammlung Basel

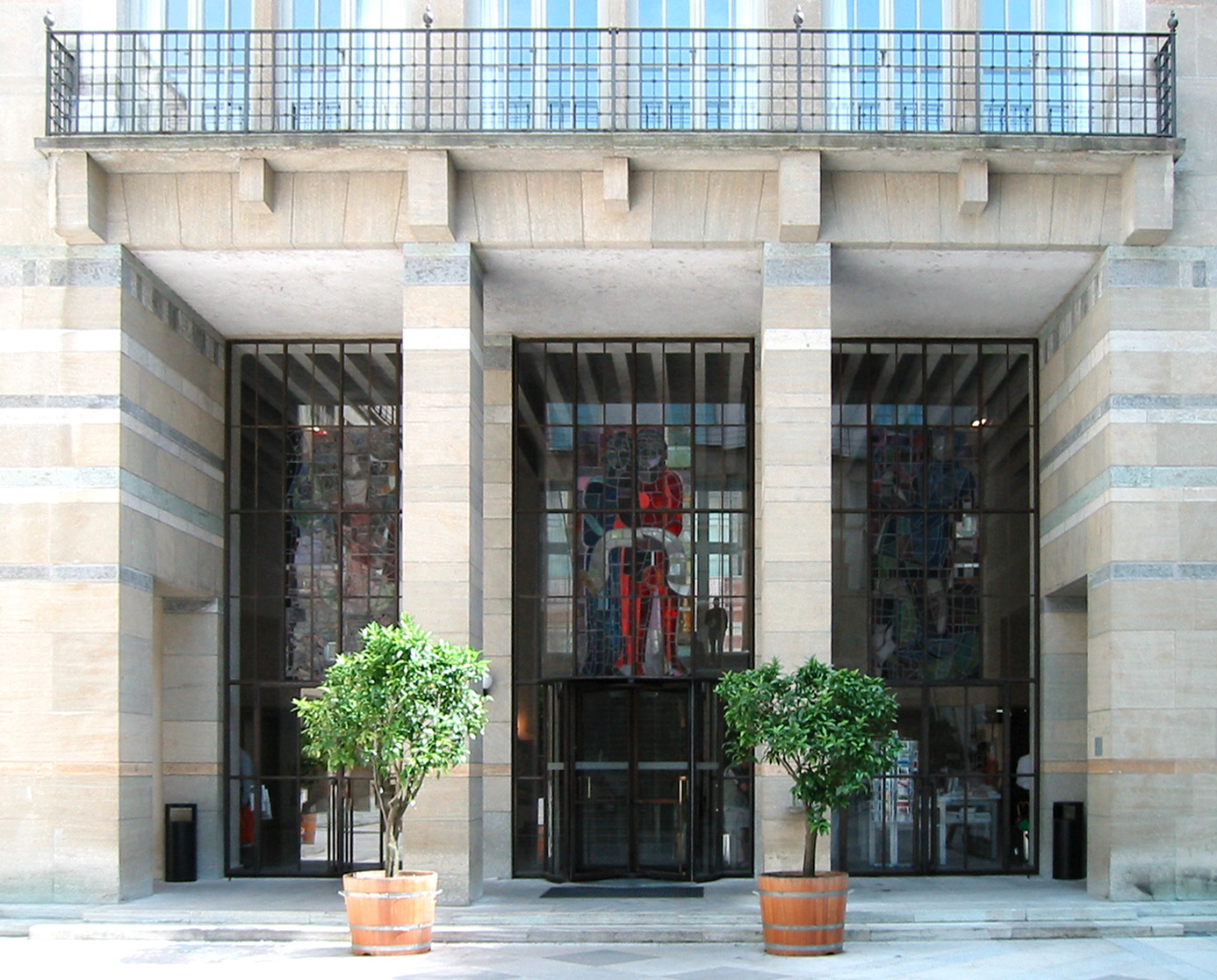
Eingang Hauptbau, drei Glasfenster von Charles Hindenlang und Otto Staiger, mittig, Gruppe 33, 1937

Die Sammlung des Kunstmuseums, die Öffentliche Kunstsammlung Basel, umfasst rund viertausend Gemälde, Skulpturen, Installationen und Videos sowie dreihunderttausend Zeichnungen und Druckgrafiken aus sieben Jahrhunderten, und bildet somit die grösste öffentliche Kunstsammlung der Schweiz.
Die Alten Meister sind unter anderem mit Werken von Hans Holbein d. J., Konrad Witz, Martin Schongauer, Lucas Cranach d. Ä., Matthias Grünewald, Rubens und Rembrandt vertreten. Das Museum verfügt über eine grosse Sammlung holländischer und flämischer Malerei des 17. Jahrhunderts. Die Impressionisten des 19. Jahrhunderts sind unter anderen durch Paul Cézanne, Paul Gauguin, Vincent van Gogh, Camille Pissarro, Claude Monet und Pierre-Auguste Renoir vertreten. Ausserdem sind Werke der deutschen, österreichischen und Schweizer Malerei des 18. und 19. Jahrhunderts zu finden, beispielsweise von Cuno Amiet, Ferdinand Hodler, Johann Heinrich Füssli, Michael Wutky und Robert Zünd. Zur grossen Arnold Böcklin-Sammlung, die die grösste der Welt ist, gehören Werke wie die erste Version von Arnold Böcklins Gemälde der Toteninsel sowie bekannte Werke wie der Kentaurenkampf, die Pest und das Spiel der Najaden.
Unter den Exponaten der Plastik und Malerei des 20. Jahrhunderts befinden sich beispielsweise Werke von Picasso, Braque und Juan Gris. Der Expressionismus wird unter anderen durch Edvard Munch, Franz Marc, Oskar Kokoschka und Emil Nolde vertreten. Ausserdem finden sich Kunstwerke des Konstruktivismus, des Dadaismus sowie des Surrealismus. Als Vertreter seien hierfür Piet Mondrian, Salvador Dalí, Max Ernst und Yves Tanguy genannt.

### Kauf von Werken und Schenkung von Pablo Picasso

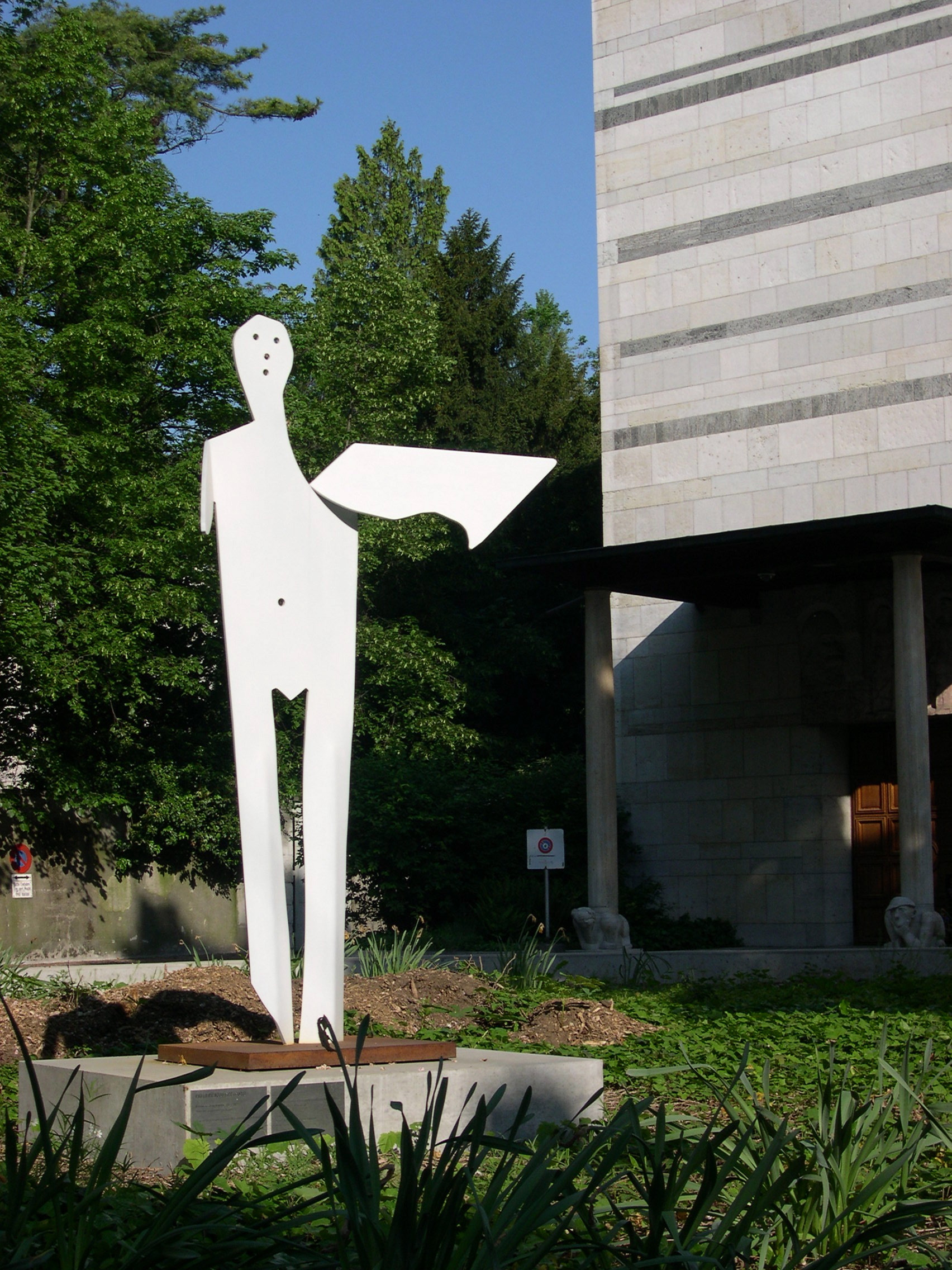
Homme aux bras écartés, vergrösserte Skulptur von Pablo Picasso, 1961, Geschenk 1980 von seinem Enkel an das Museum

Im Jahr 1967 drohte der Verkauf der Bilder Les deux frères (1906) und Arlequin assis (1923) von Pablo Picasso, die lange Jahre als Leihgaben zu sehen waren. Durch eine Volksabstimmung bewilligte die Bevölkerung von Basel-Stadt einen Staatskredit von sechs Millionen Schweizer Franken; des Weiteren sammelten die Bürger 2,4 Millionen Franken – und wurden dabei unter anderem auch von den Kantonen Basel-Landschaft und St. Gallen sowie der Gemeinde Binningen unterstützt –, um die beiden Gemälde für das Kunstmuseum zu erwerben.
Pablo Picasso war darüber so gerührt, dass er der Stadt vier weitere Werke schenkte: Homme, femme et enfant (1906), eine Entwurfszeichnung zu Les Demoiselles d’Avignon (1907) sowie die beiden grossen Spätwerke Vénus et l’amour und Le couple von 1967. Der damalige Museumsdirektor, Franz Meyer, durfte sie selbst in Picassos Atelier auswählen. Schliesslich ergänzte Maja Sacher-Stehlin diese Schenkung um das kubistische Werk Le poète von 1912.

## Kupferstichkabinett und Fachbibliothek
In einem eigenen Sektor des Hauses befindet sich das Kupferstichkabinett, in dem eine reichhaltige Sammlung von Zeichnungen und Originalgraphiken vom 15. Jahrhundert bis zur Gegenwart zu sehen sind. Mit über 300'000 Handzeichnungen, Aquarellen und Druckgraphik ist es die grösste öffentlich zugängliche Sammlung der Schweiz und stellt ebenso international eine der bedeutendsten Sammlungen dieser Art dar.
Neben Zeichnungen von Albrecht Dürer sind aus fünf Skizzenbüchern auch 50 Zeichnungen von Paul Cézanne ausgestellt. Im Bereich der neueren bis zeitgenössischen Kunst besitzt die Sammlung Werkkomplexe Schweizer, deutscher, französischer, italienischer und amerikanischer Künstler, unter ihnen Joseph Beuys, Andy Warhol, Jasper Johns, Georg Baselitz, A. R. Penck, Brice Marden, Bruce Nauman, Miriam Cahn, Jonathan Borofsky, Roni Horn, Francesco Clemente, Mimmo Paladino, Enzo Cucchi, Walter Dahn, Martin Disler, Silvia Bächli, Siegfried Anzinger, Leiko Ikemura, Markus Raetz, Robert Therrien, Rosemarie Trockel und Robert Gober.
Des Weiteren findet sich neben dem Museum eine öffentlich zugängliche Fachbibliothek, die auch die Bibliothek des kunsthistorischen Seminars der Universität Basel ist. Die Bibliothek befindet sich seit Januar 2005 im ehemaligen Gebäude der Schweizerischen Nationalbank, im italianisierten Neorenaissance-Stil, das neben dem Museum liegt.

## Architektur

### Hauptbau
Der heutige Hauptbau des Museums liegt neben dem im Jahr 1929 errichteten Gebäude der Schweizerischen Nationalbank am St. Alban-Graben in Basel. Geplant und umgesetzt wurde das neoklassizistische Museumsgebäude 1931 bis 1936 von Paul Bonatz und Rudolf Christ. Das Hauptgebäude des Kunstmuseums ist in drei Stockwerke aufgeteilt (Parterre, 1. und 2. Stock).

#### Skulptur-Gruppe «Les Bourgeois de Calais» von Auguste Rodin
Im Innenhof des Museums befindet sich die Skulptur-Gruppe Les Bourgeois de Calais, deutsch: Die Bürger von Calais von Auguste Rodin. Sie zählt zu den bedeutendsten Plastiken des Bildhauers und wurde im Pariser Atelier Alexis Rudier in 12 Ausführungen gegossen. Die Basler Fassung ist die siebte, 1942 bis 1943 hergestellt und seit 1948 im Museum präsentiert. Zur Grösse, der Entstehungsgeschichte, den Hintergründen sowie der Finanzierung, die den Kauf der Skulptur für das Kunstmuseum Basel ermöglichte, finden sich auf der Website des Museums umfassende Informationen.

Die Bürger von Calais – Skulptur-Gruppe von Auguste Rodin
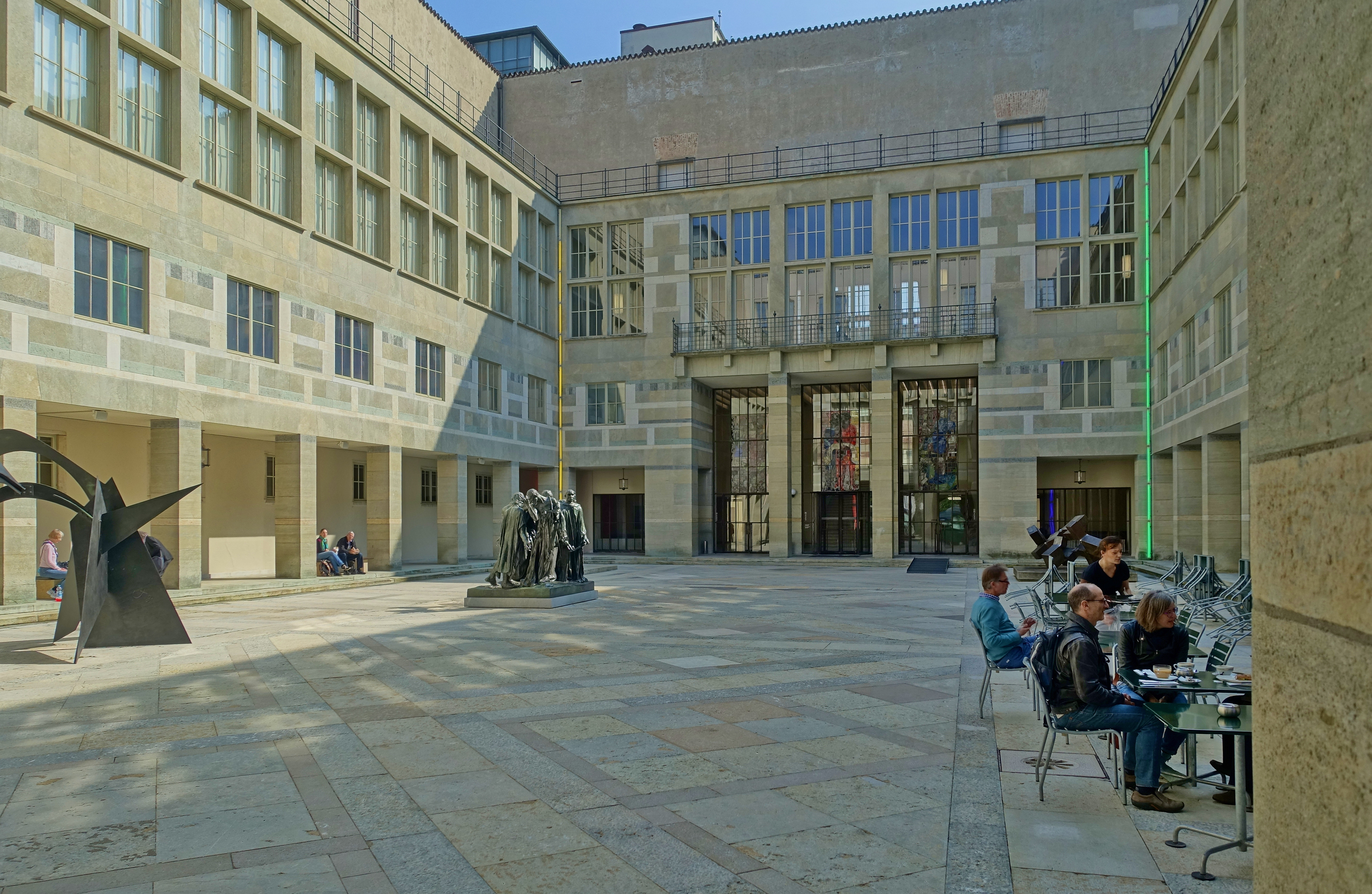
Innenhof des Museums
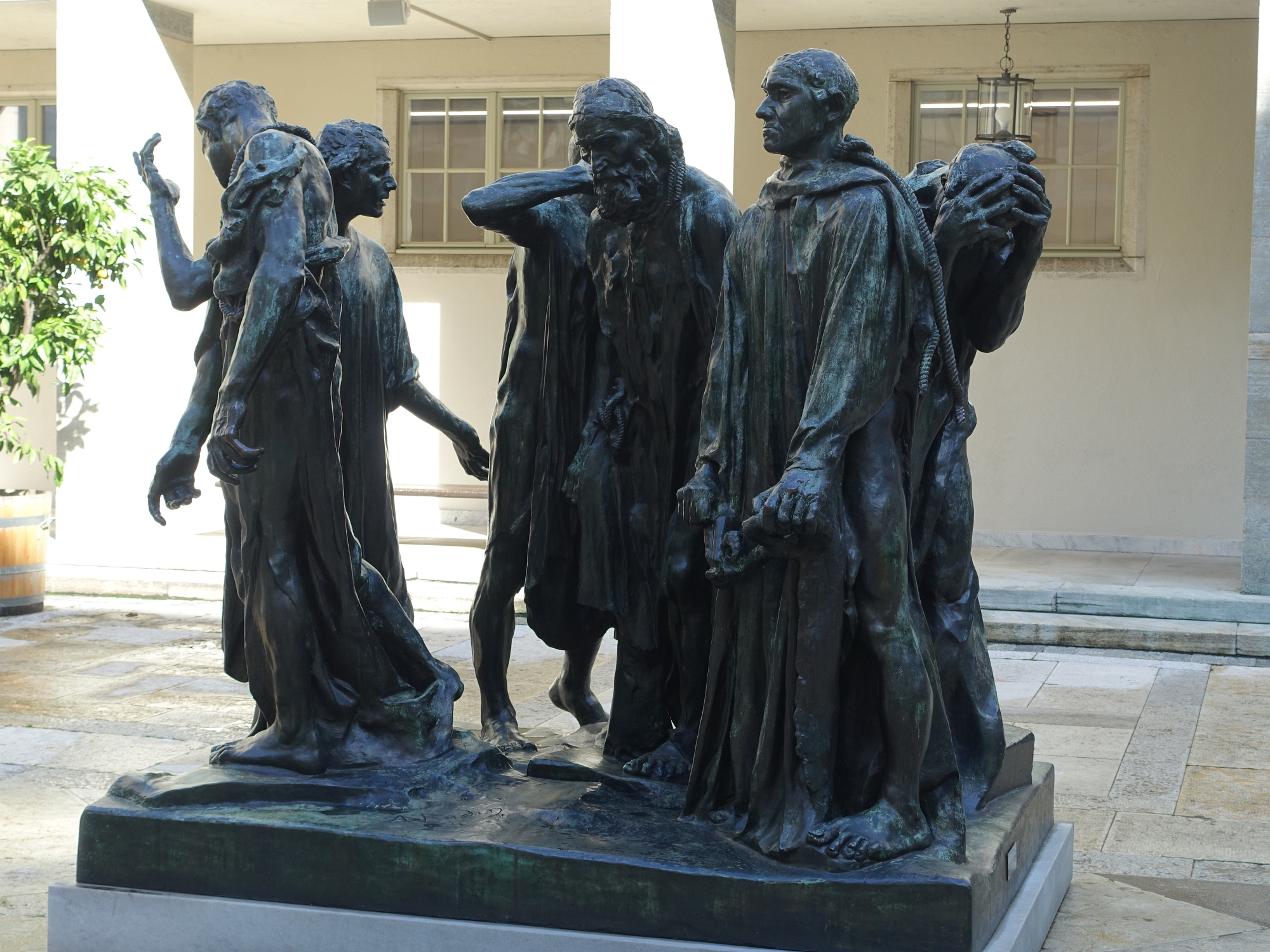
Skulptur-Gruppe Les Bourgeois de Calais (Gesamtansicht)
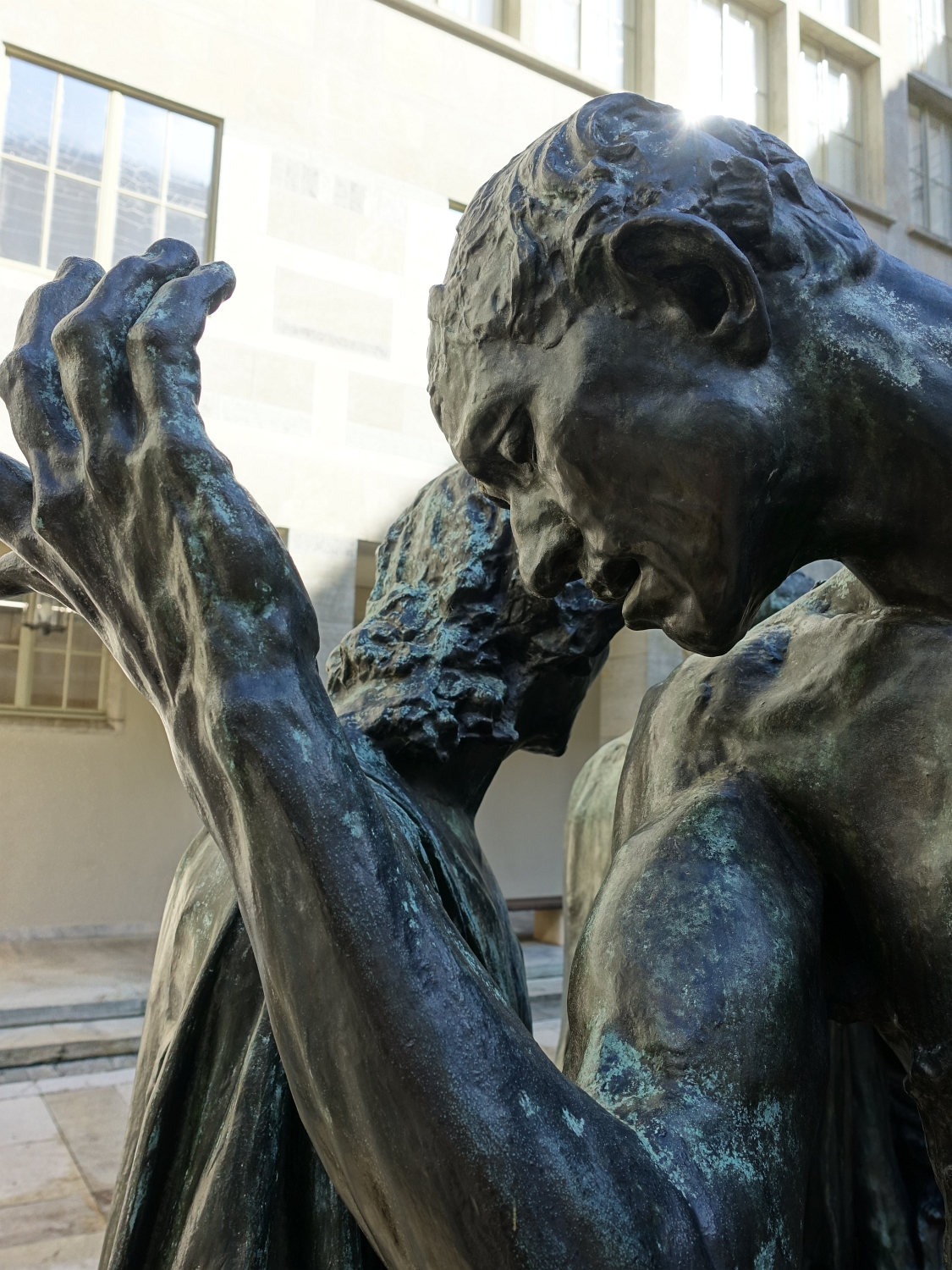
Skulptur-Gruppe Les Bourgeois de Calais (Detailansicht)

#### Kunst am Bau
In den 1930er Jahren schufen die Brüder Paul und Franz Peter Wilde zwei Säulenträger für den Osteingang des Hauptbaus.

Katze und Mann
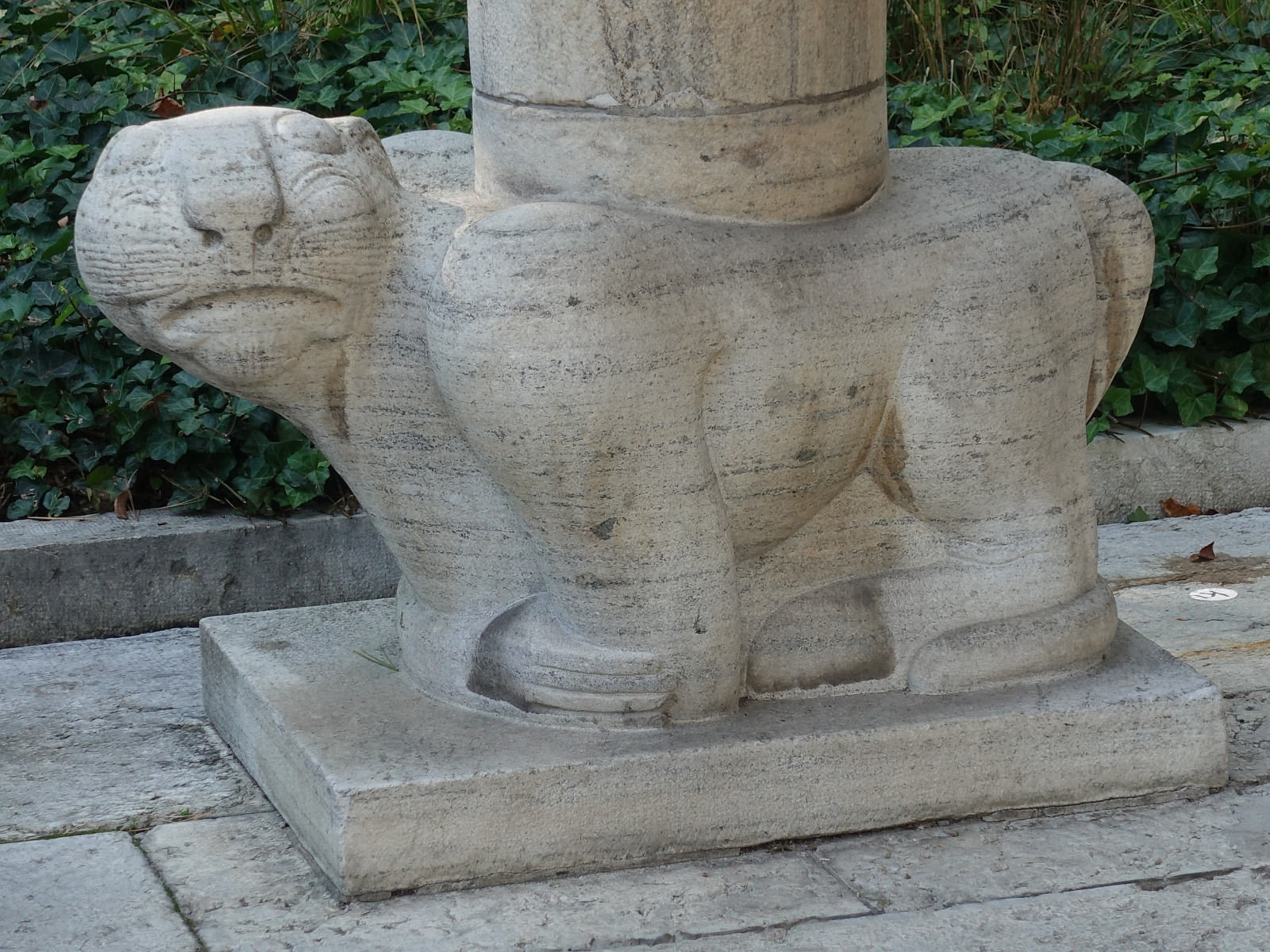
Katze
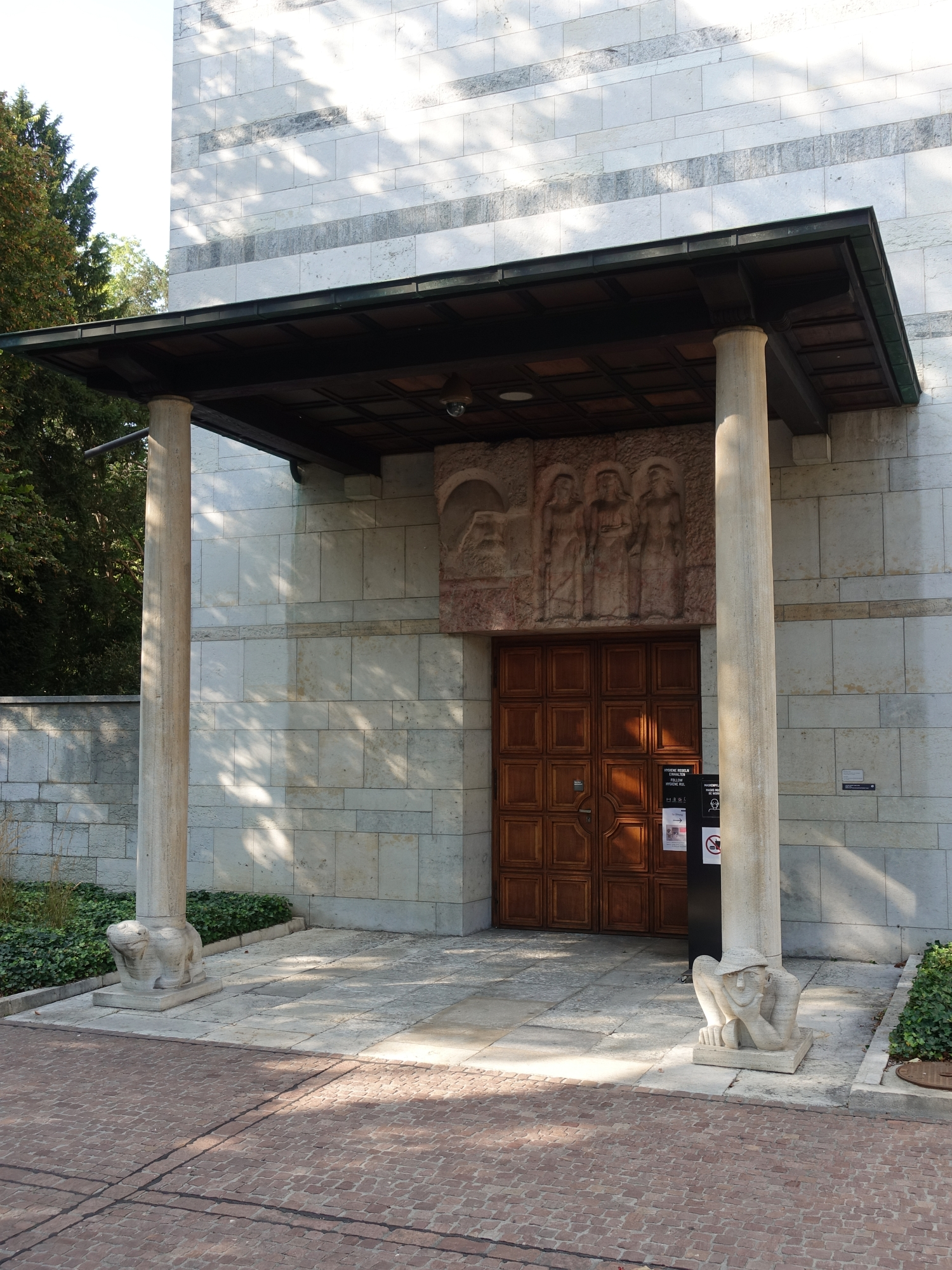
Katze und Mann
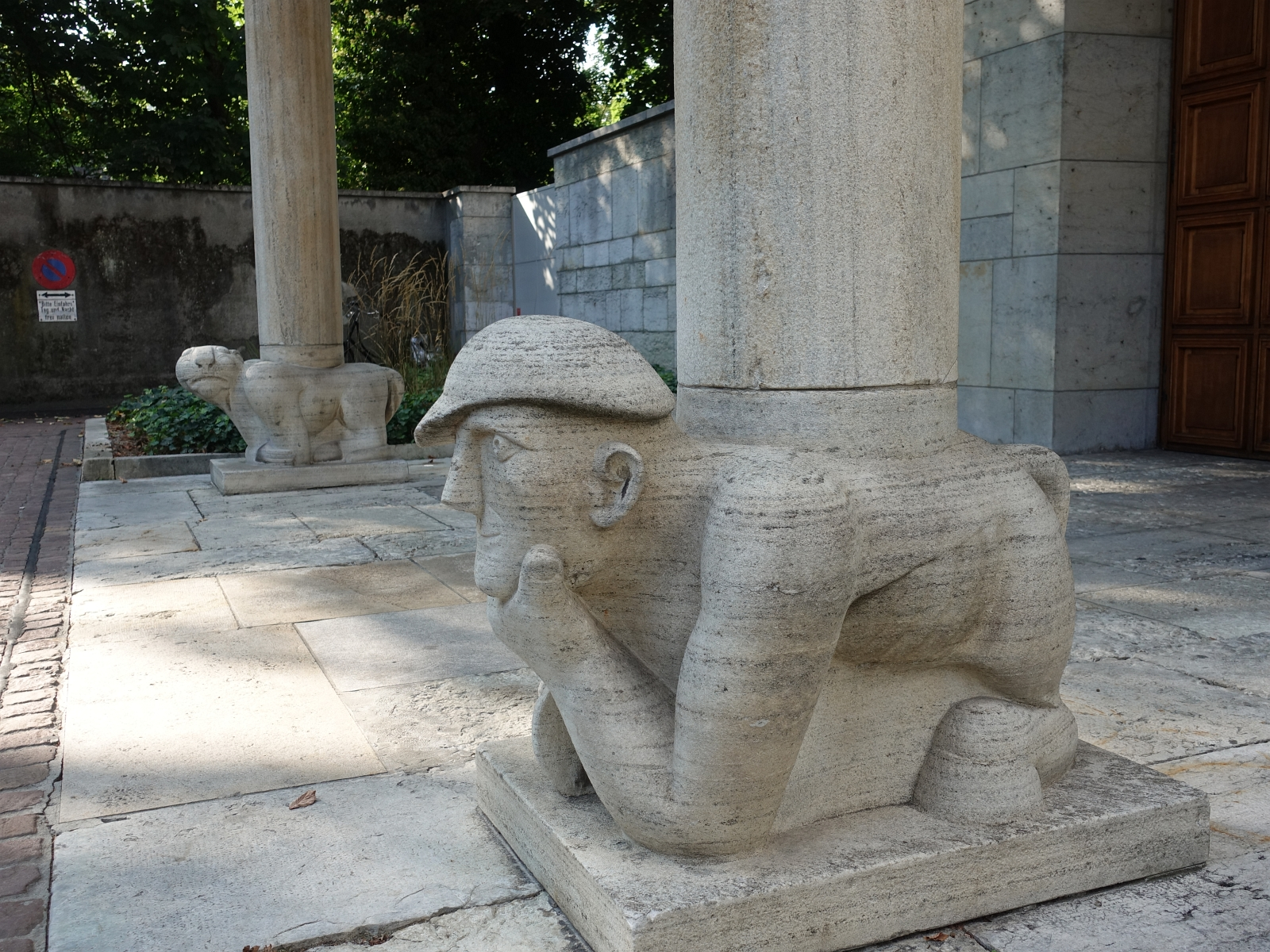
Mann, Katze im Hintergrund
Historische Fotografie von Leo Wehrli, 1938

Zudem befinden sich am Hauptbau drei Bronzereliefs als Abgüsse nach den Originalmodellen am Zürcher Kunsthaus mit Amazonen-Darstellungen von Carl Burckhardt.

Amazonen-Reliefs
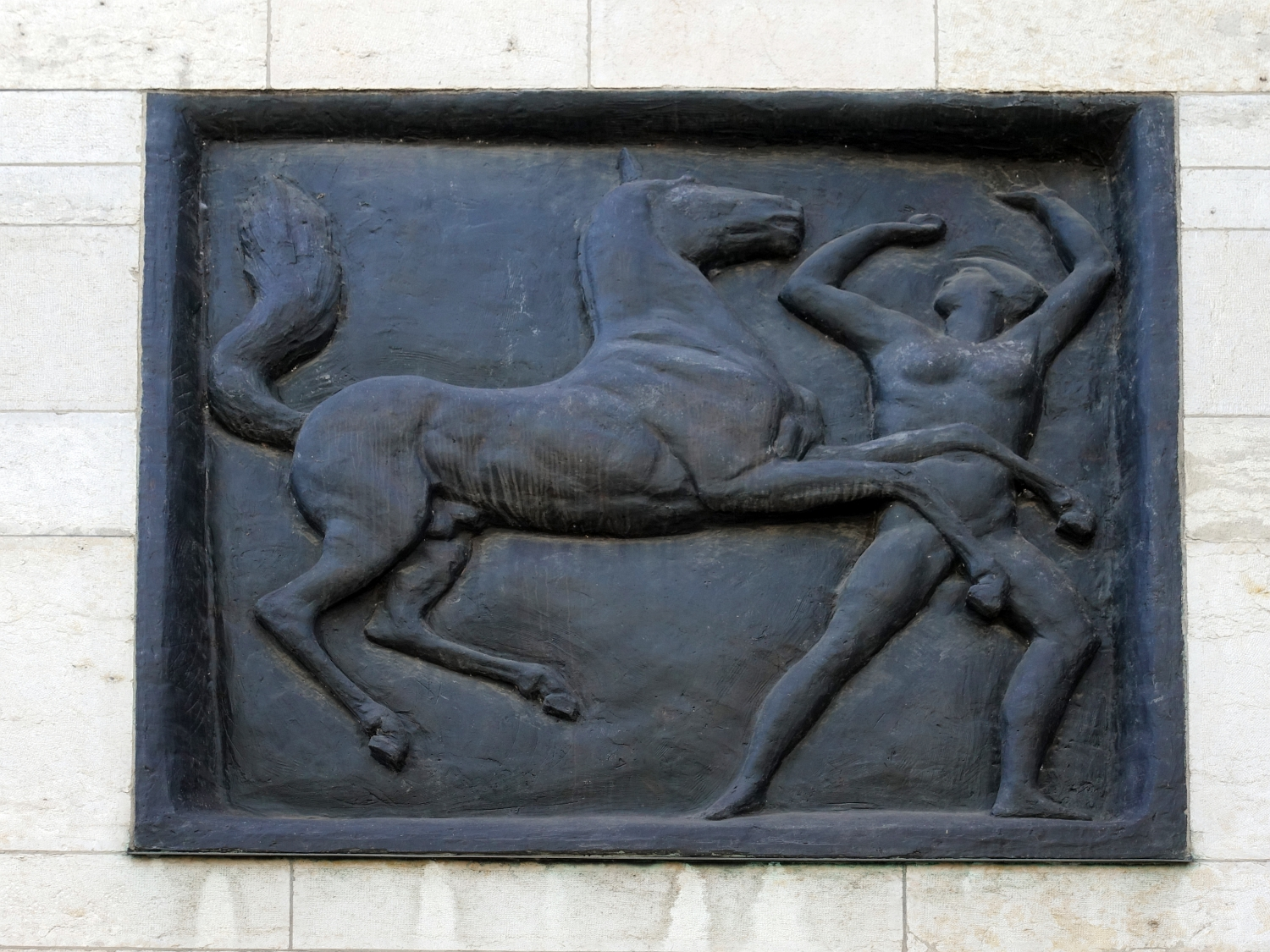
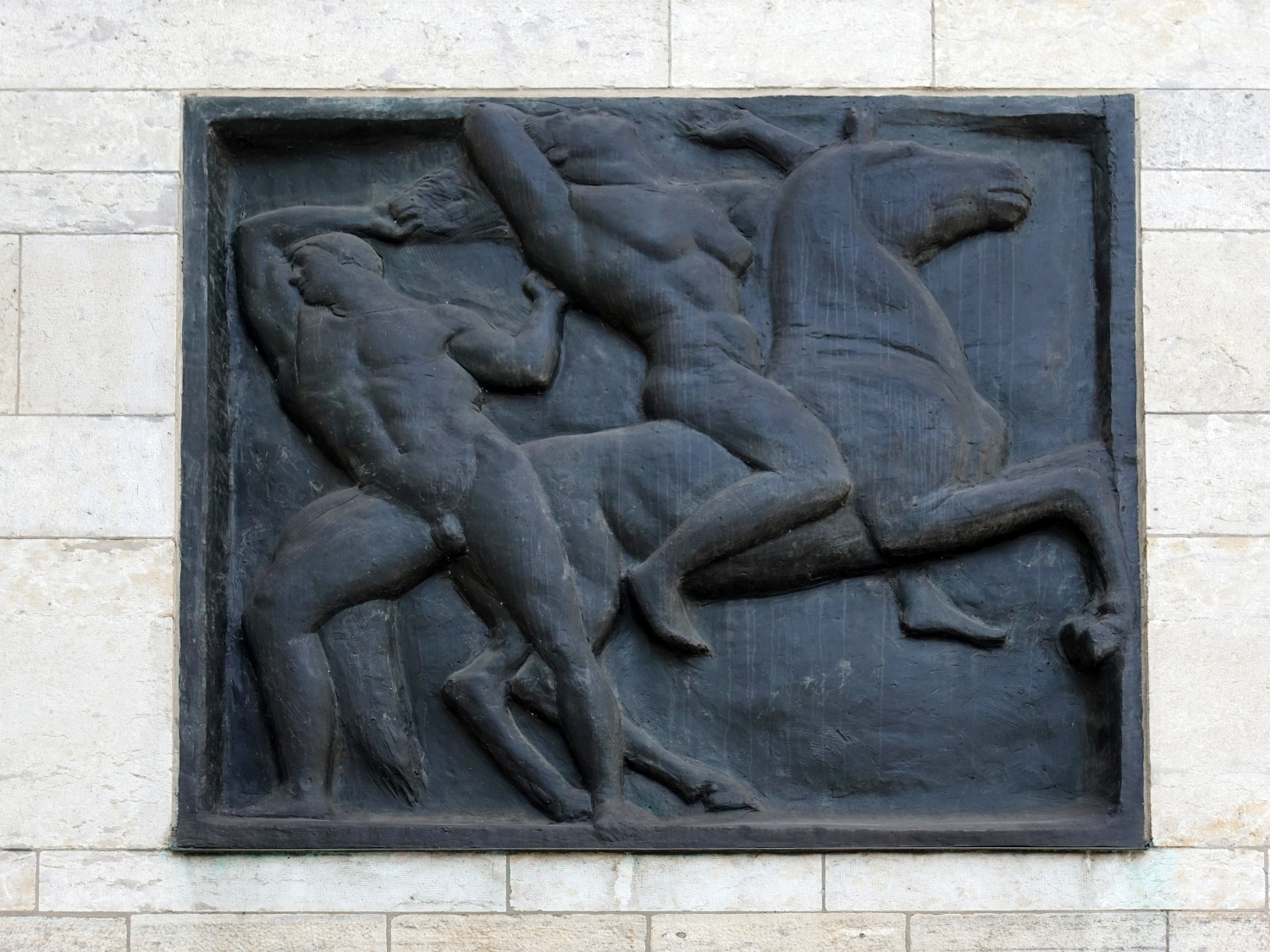
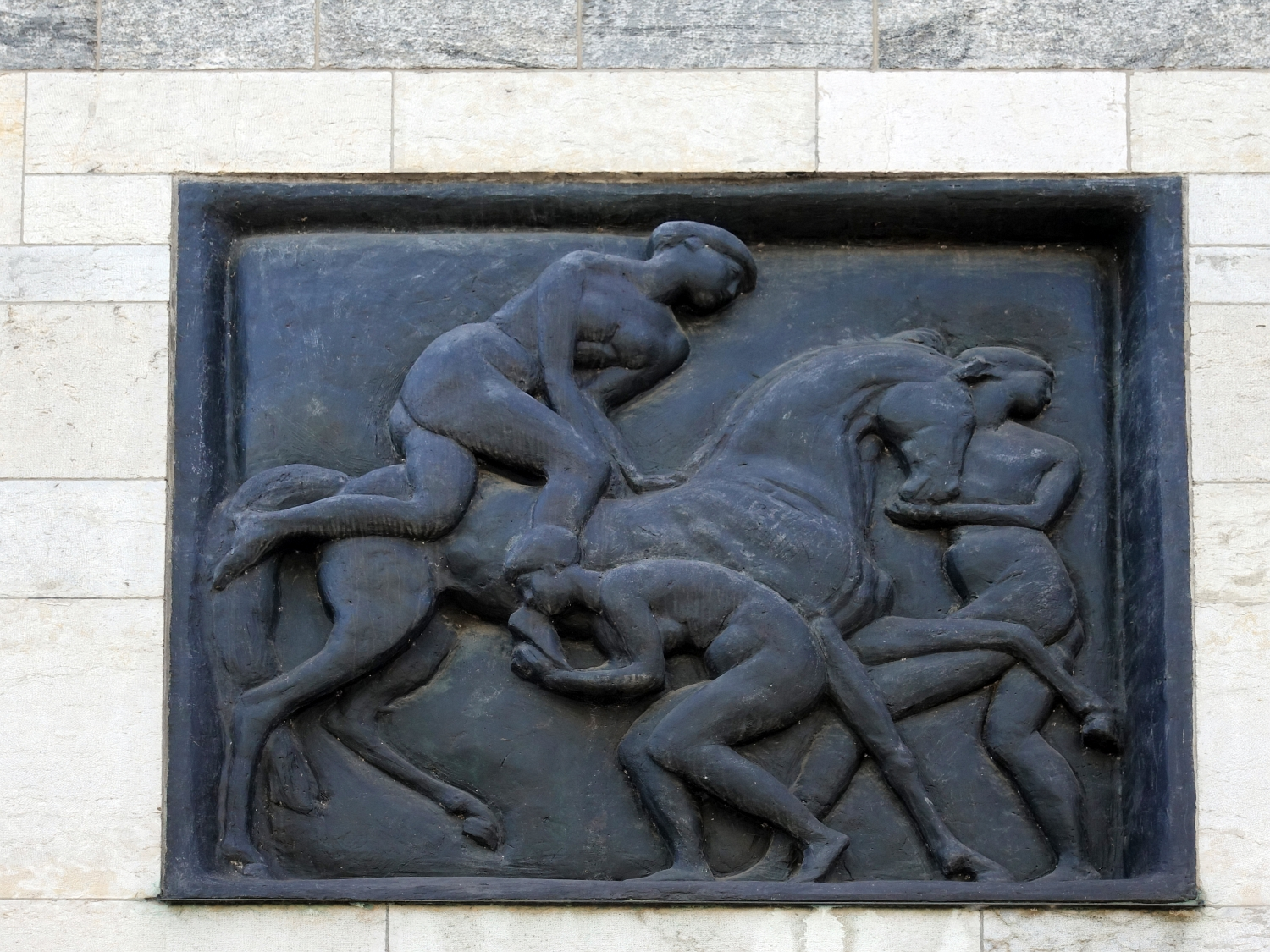

### Erweiterungsbau

Erweiterungsbau des Kunstmuseums Basel
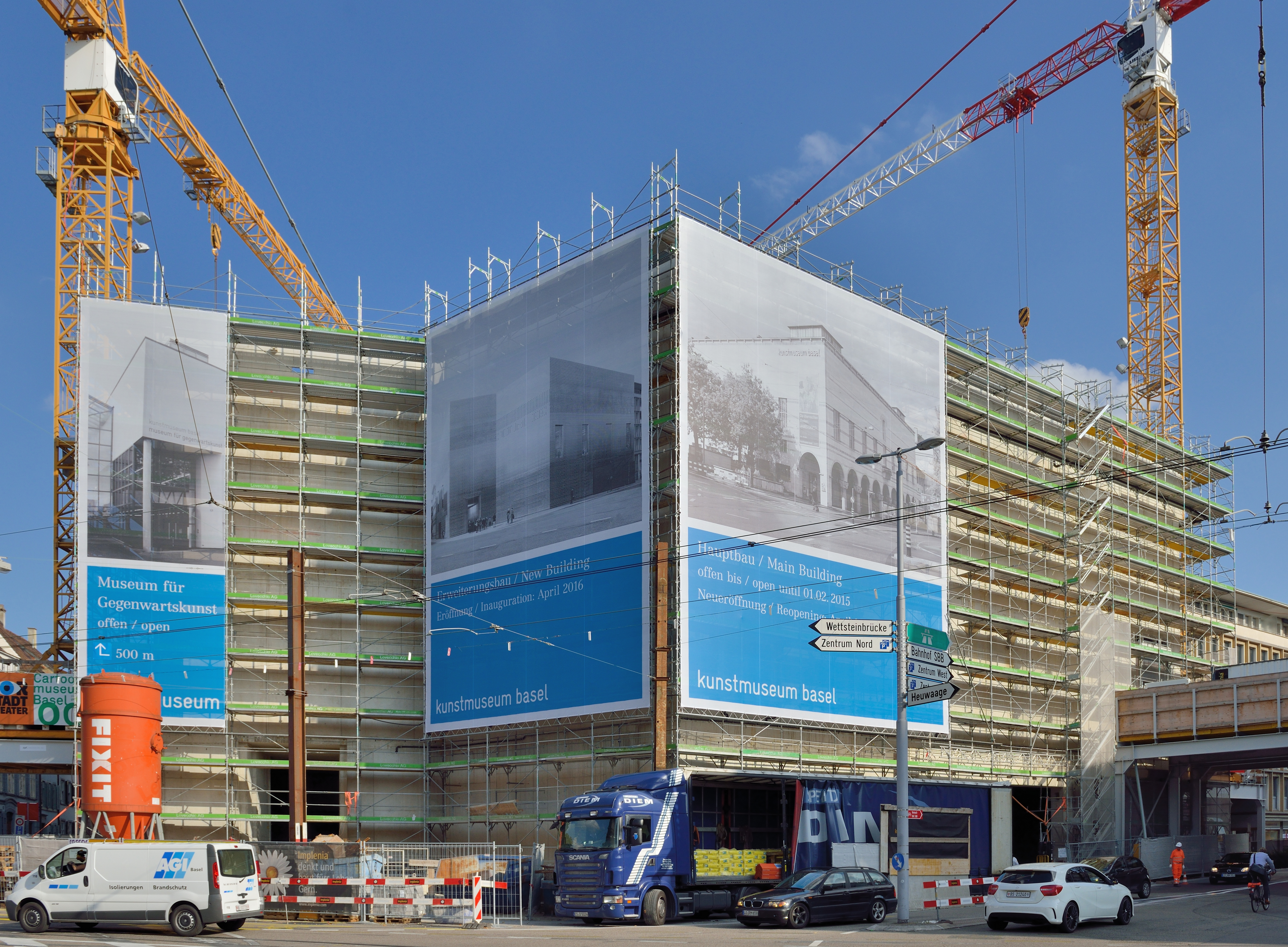
Während der Bauphase im Jahr 2014
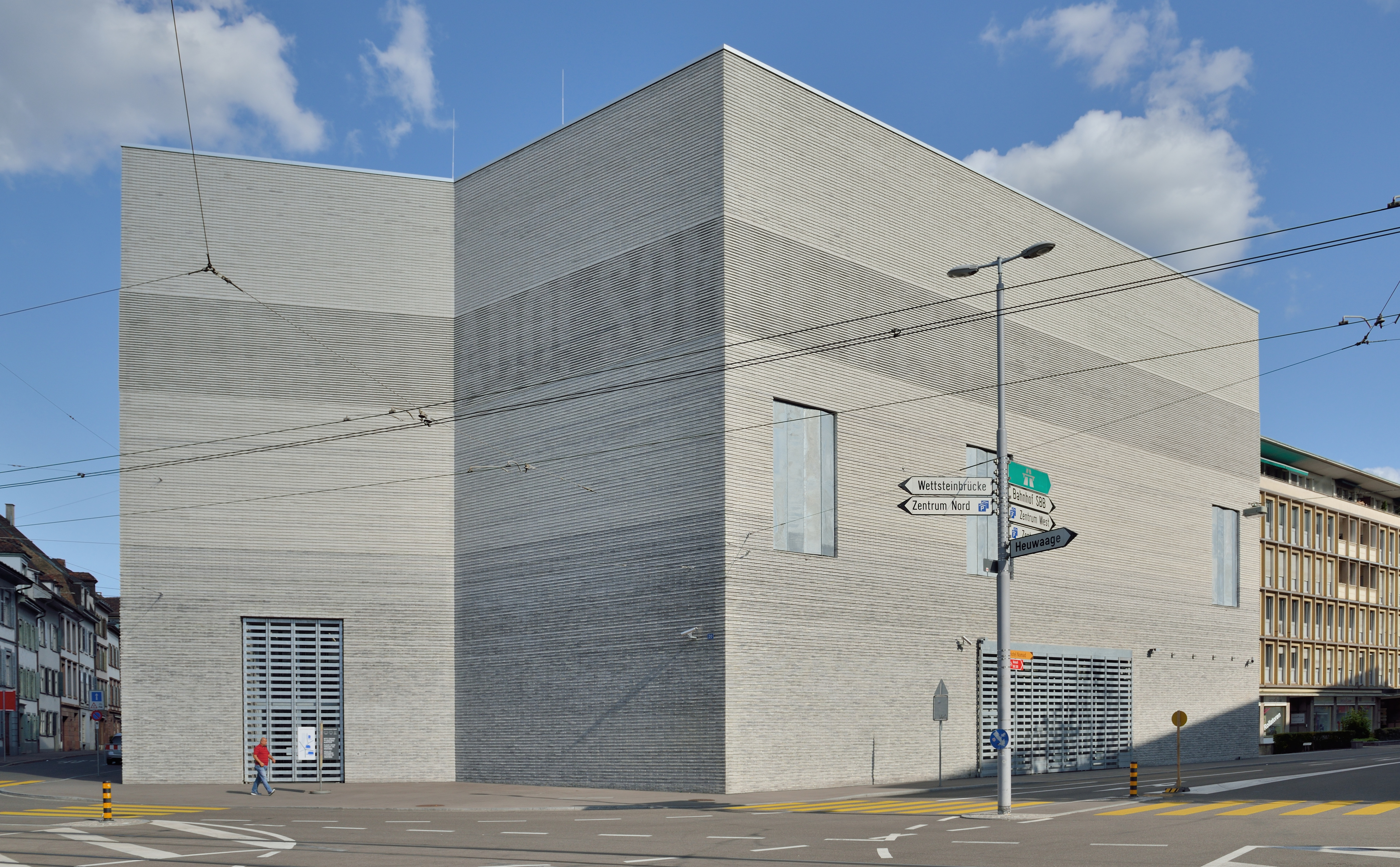
und danach im Jahr 2017

Ein Erweiterungsbau des Architekturbüros Christ & Gantenbein wurde im Jahr 2016 eröffnet. Er ist unterirdisch mit dem Hauptbau verbunden und für die Präsentation von Sonderausstellungen in den Oberlichtsälen und Sammlungspräsentationen konzipiert. Finanziert wurde der Bau mithilfe einer öffentlich-privaten Partnerschaft: Die Basler Kunstmäzenin Maja Oeri schenkte dem Kanton Basel-Stadt die Mittel zum Erwerb der Bauparzelle. Ihre Laurenz-Stiftung trug 50 Millionen zu den Baukosten von insgesamt rund 100 Millionen Franken bei.

### Kunstmuseum Basel Gegenwart
Das Kunstmuseum Basel umfasst neben dem Hauptbau und dem Erweiterungsbau ebenso das sich am St. Alban-Rheinweg befindende Museum für Gegenwartskunst, das 1980 in Betrieb genommen wurde und somit das älteste europäische Museum für ausschliesslich zeitgenössische Kunst darstellt. Im Museum für Gegenwartskunst sind neben Sammlungspräsentationen diverse Wechselausstellungen zur zeitgenössischen Kunst zu sehen. Ausserdem ist im Obergeschoss des Museums für Gegenwartskunst eine permanente Installation von Joseph Beuys ausgestellt.
Im Juni 2023 gab der Kanton Basel-Stadt bekannt, dass der etwa neunzig Jahre alte Hauptbau voraussichtlich ab Mitte 2027 für eine Sanierung für drei bis vier Jahre geschlossen wird. Eine  reduzierte Präsentation der Sammlung ist mit einem «konzentrierten Sammlungsparcours» im Neubau und dem Haus Gegenwart geplant, Sonderausstellungen werden im Neubau weiterhin stattfinden.

## Ausstellungen (Auswahl)
Von April bis September 2009 zeigte das Haus 70 Landschaftsbilder des holländischen Malers Vincent van Gogh. Chronologisch bot die Ausstellung einen Überblick über alle Perioden seiner Schaffenszeit. Ergänzt wurde die Ausstellung von 40 Gemälden seiner Zeitgenossen. Es wurden Leihgaben von bedeutenden Museen wie dem Museum of Modern Art in New York City, dem Musée d’Orsay in Paris, dem Van Gogh Museum in Amsterdam, dem Belvedere in Wien und der National Gallery in London zusammengetragen. Die Ausstellung verzeichnete mehr als eine halbe Million Besucher.
Als Übernahme vom Pariser Centre Pompidou, allerdings von 330 Exponaten verdichtet auf insgesamt 130 Werke, zeigte das Museum von März bis August 2019 den Kubismus in seinem Jahrzehnt von 1907 bis 1917. Kosmos Kubismus zeigte Werke von Pablo Picasso und Georges Braque, Juan Gris, André Derain, Henri Laurens; Robert und Sonia Delaunay sowie Albert Gleizes als Etappen-Eckpunkte einer inhomogenen Kunstbewegung. Auch heute weniger bekannte Künstler wie Henri Le Fauconnier oder Jean Metzinger und Fernand Léger waren dabei.
Bis 2015 waren viele Werke des Rudolf Staechelin Family Trusts im Kunstmuseum ausgestellt.
Als Sicherheitsmassnahme während des russisch-ukrainischen Krieges wurden zu Ende des Jahres 2022 zahlreiche Werke des Nationalmuseums Kyjiwer Gemäldegalerie und des Nationalen ukrainischen Kunstmuseums in die Schweiz, sowohl nach Basel als auch Genf, gebracht. Das Kunstmuseum Basel organisierte daraufhin die Ausstellung «Born in Ukraine», in der insgesamt 49 Gemälde der Kyjiwer Gemäldegalerie ausgestellt wurden. Die Werke von 31 Künstlerinnen und Künstlern zwischen dem 18. und 20. Jahrhundert fanden nicht nur Schutz, sondern wurden zudem kunsthistorisch mit Blick auf die ukrainische Kultur neu kontextualisiert. Die Präsentation erfolgte zeitgleich mit der im Musée Rath in Genf organisierten Ausstellung «From Dusk to Dawn».

## Sammlung (Auswahl)
Der Grundstock der Sammlung des Museums bildet das im Jahr 1661 von der Stadt erworbene Amerbach Kabinett. Über die Jahrhunderte hinweg wurde die Sammlung dann vonseiten des Museums selbst, durch Schenkungen respektive Leihgaben von Privatpersonen und der Stadt, dem Kanton sowie dem Bund stets erweitert.

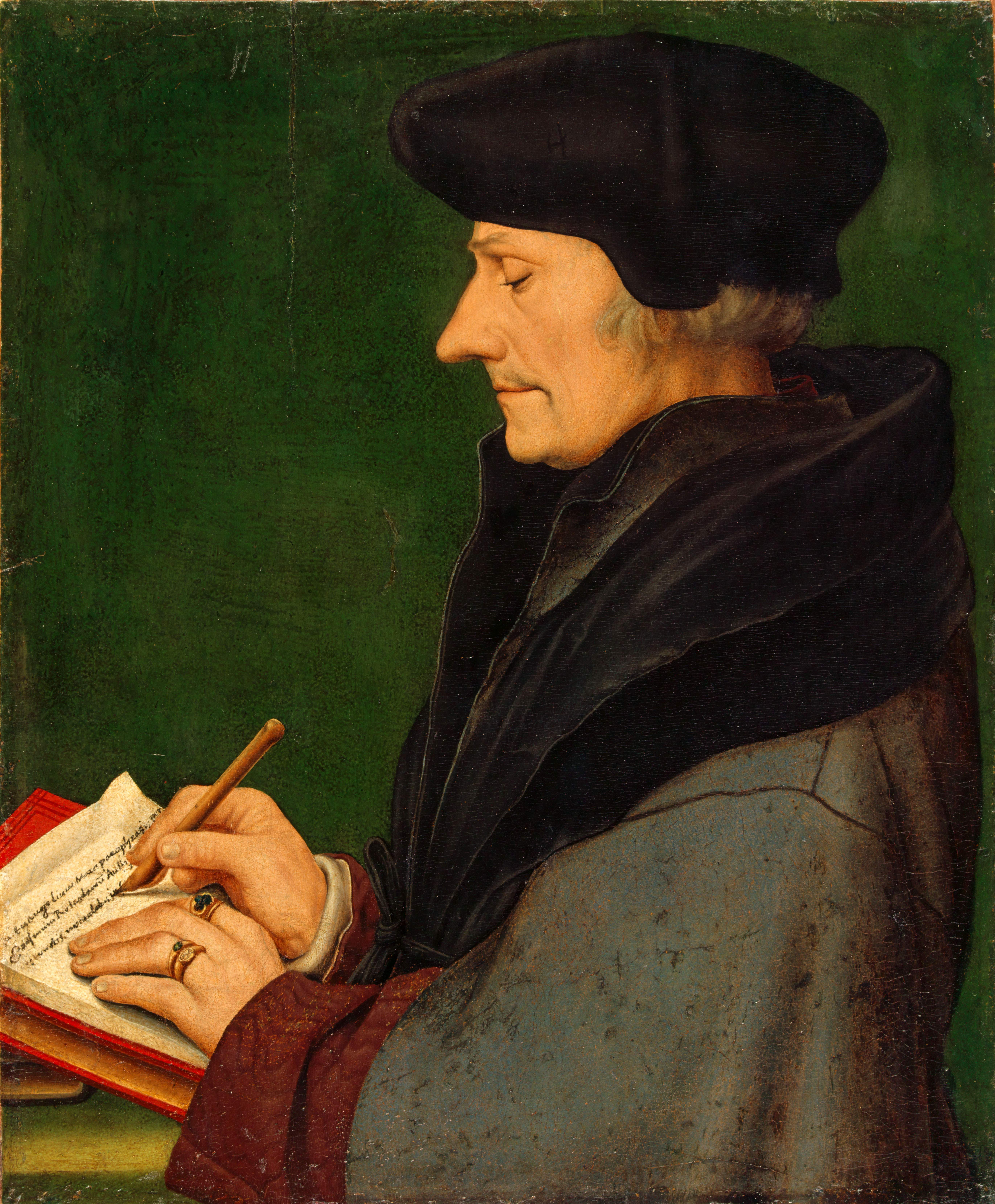
Hans Holbein der Jüngere, Bildnis des schreibenden Erasmus, 1523
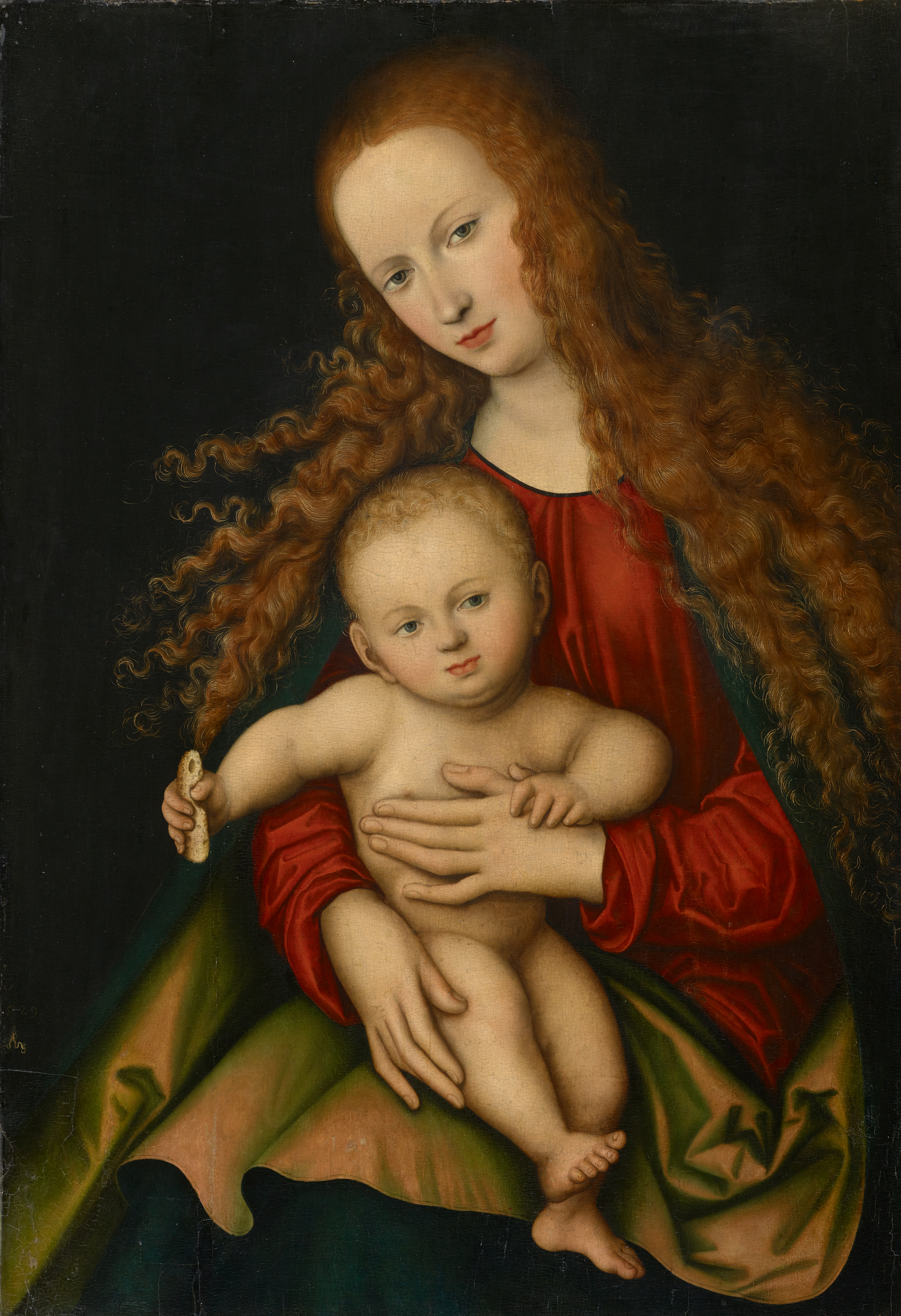
Lucas Cranach der Ältere, Madonna mit Kind, 1529
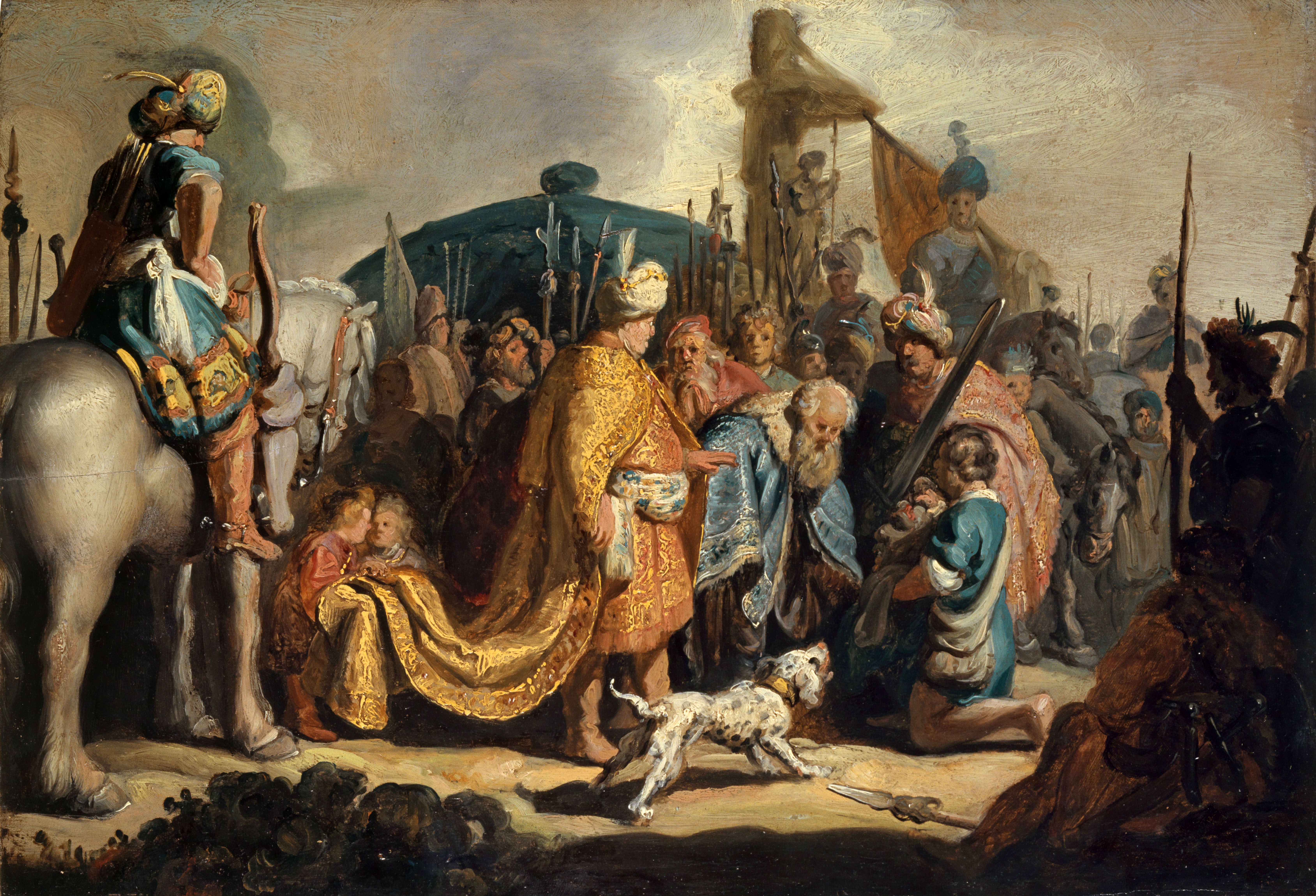
Rembrandt, David übergibt Goliaths Haupt dem König Saul, 1627
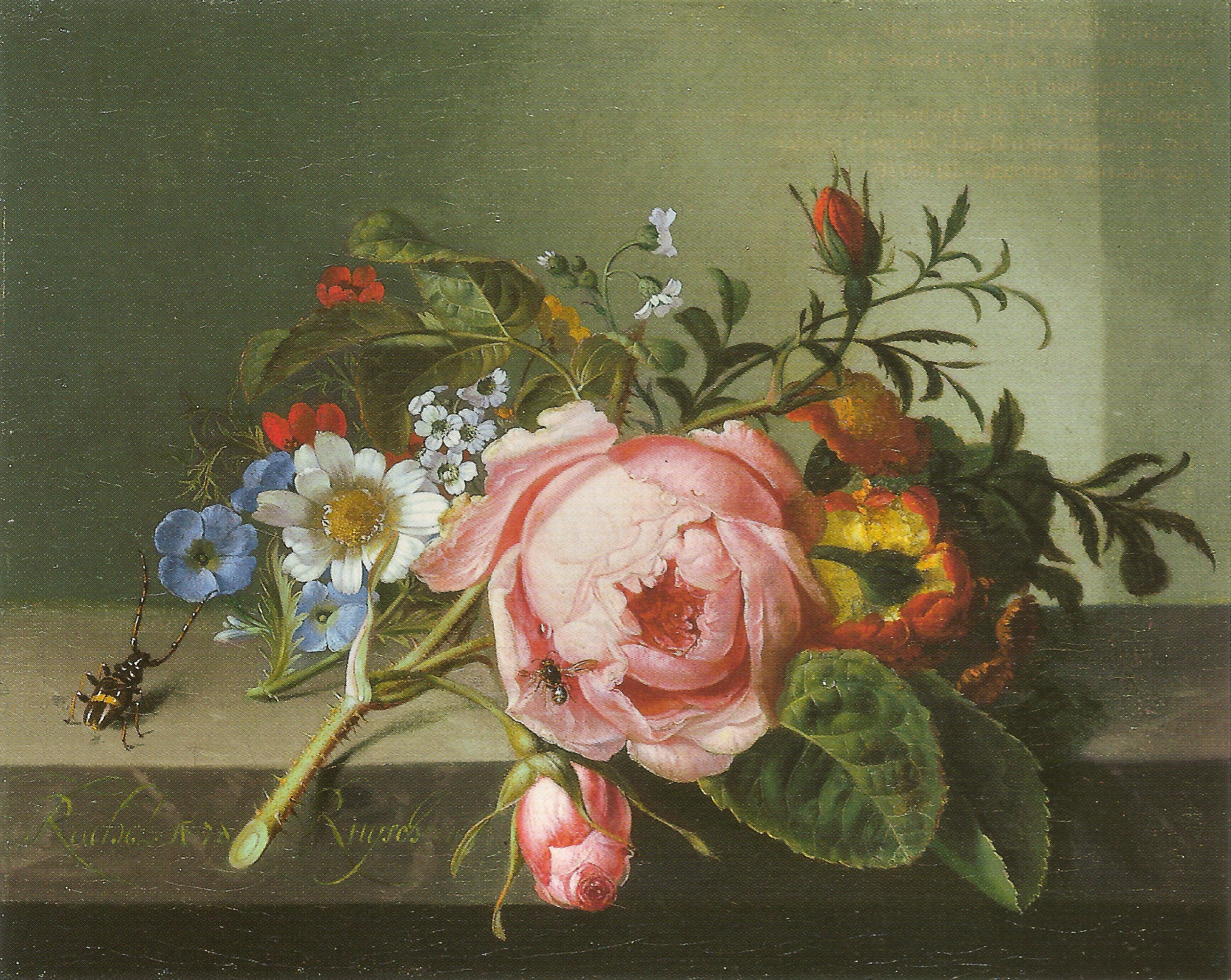
Rachel Ruysch, Rosenzweig mit Käfer und Biene, 1741
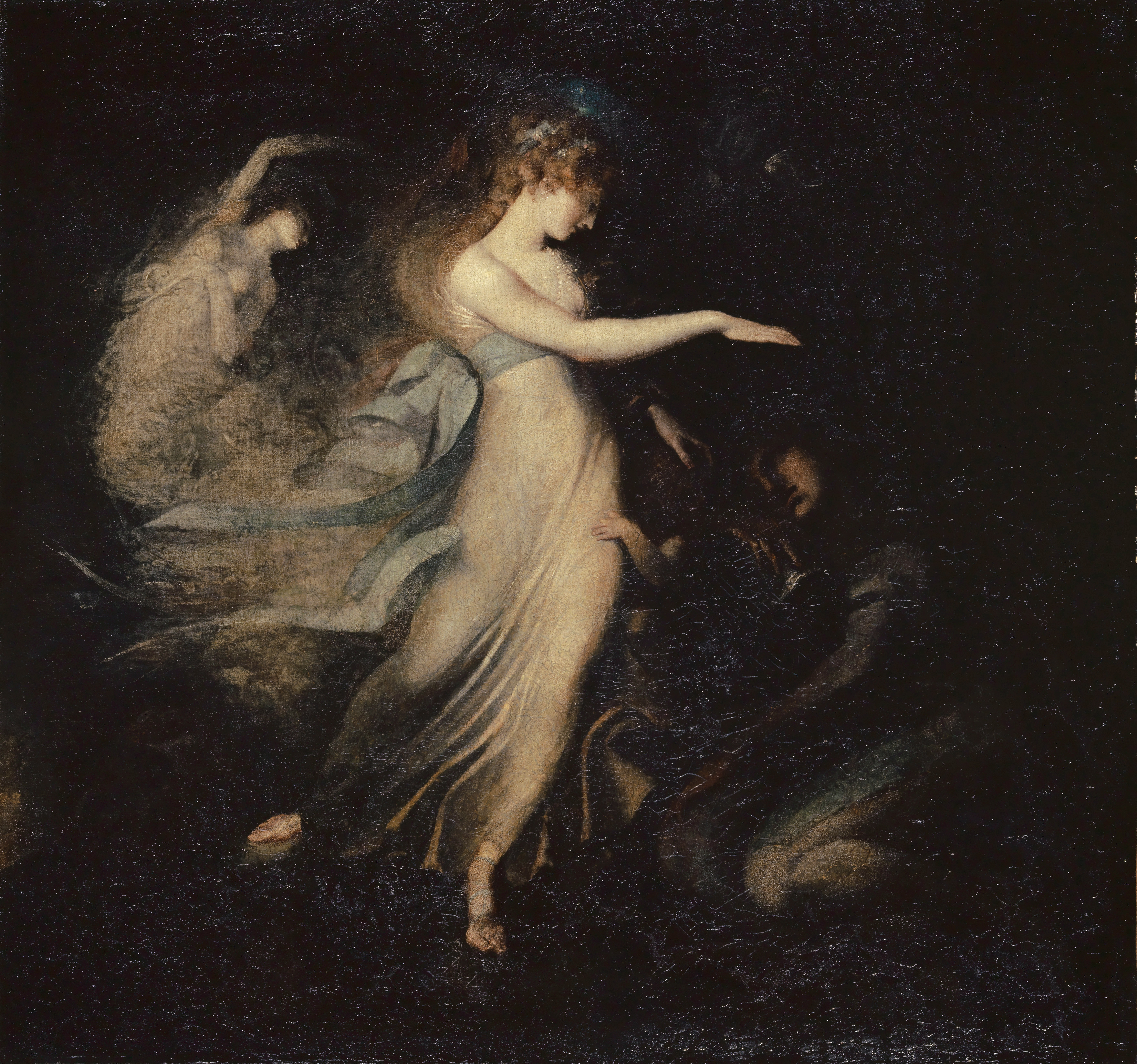
Johann Heinrich Füssli, Prinz Arthur und die Feenkönigin, 1788
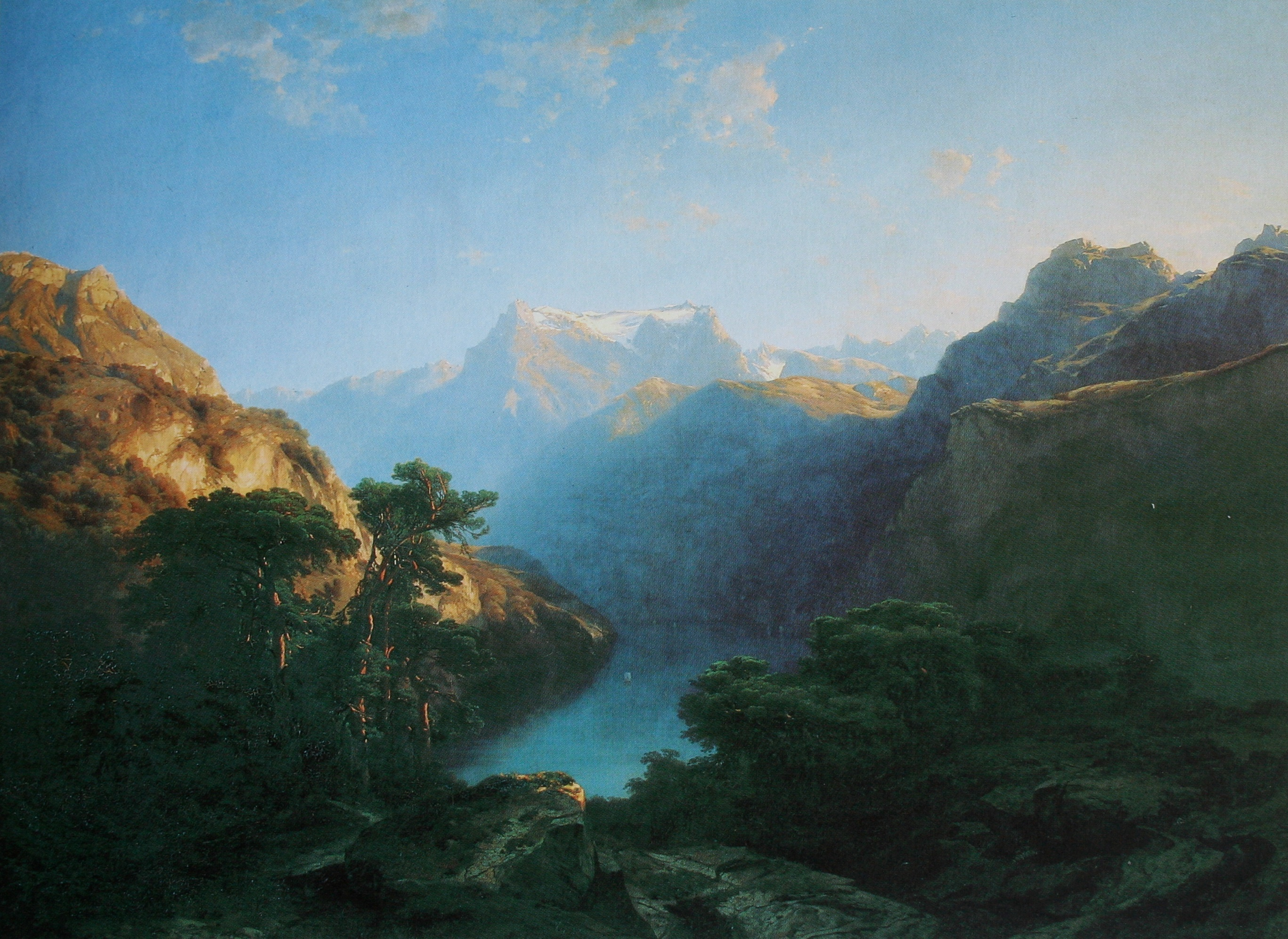
Alexandre Calame, Am Urnersee, 1849
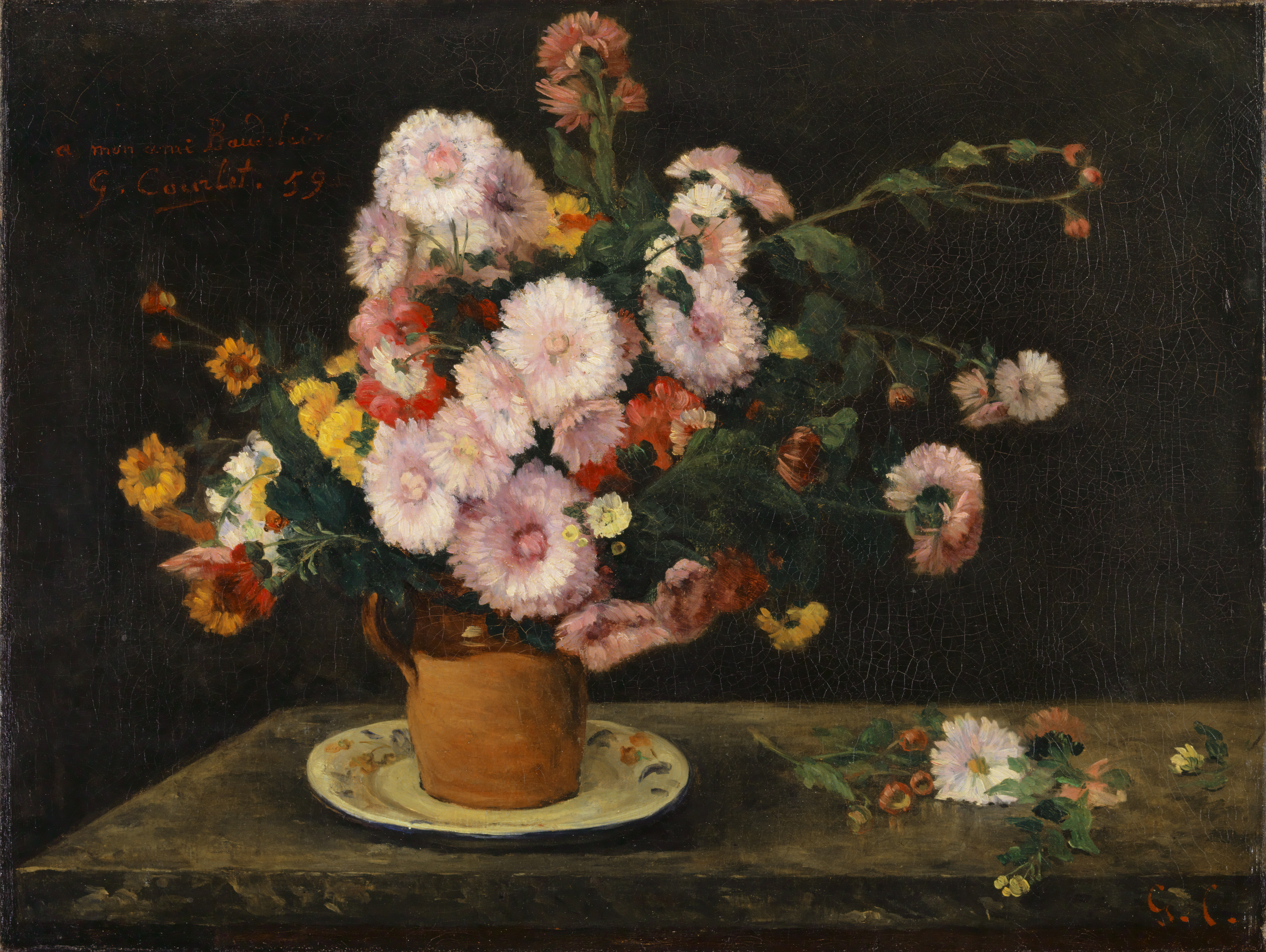
Gustave Courbet, Bouquet d'astres, 1859
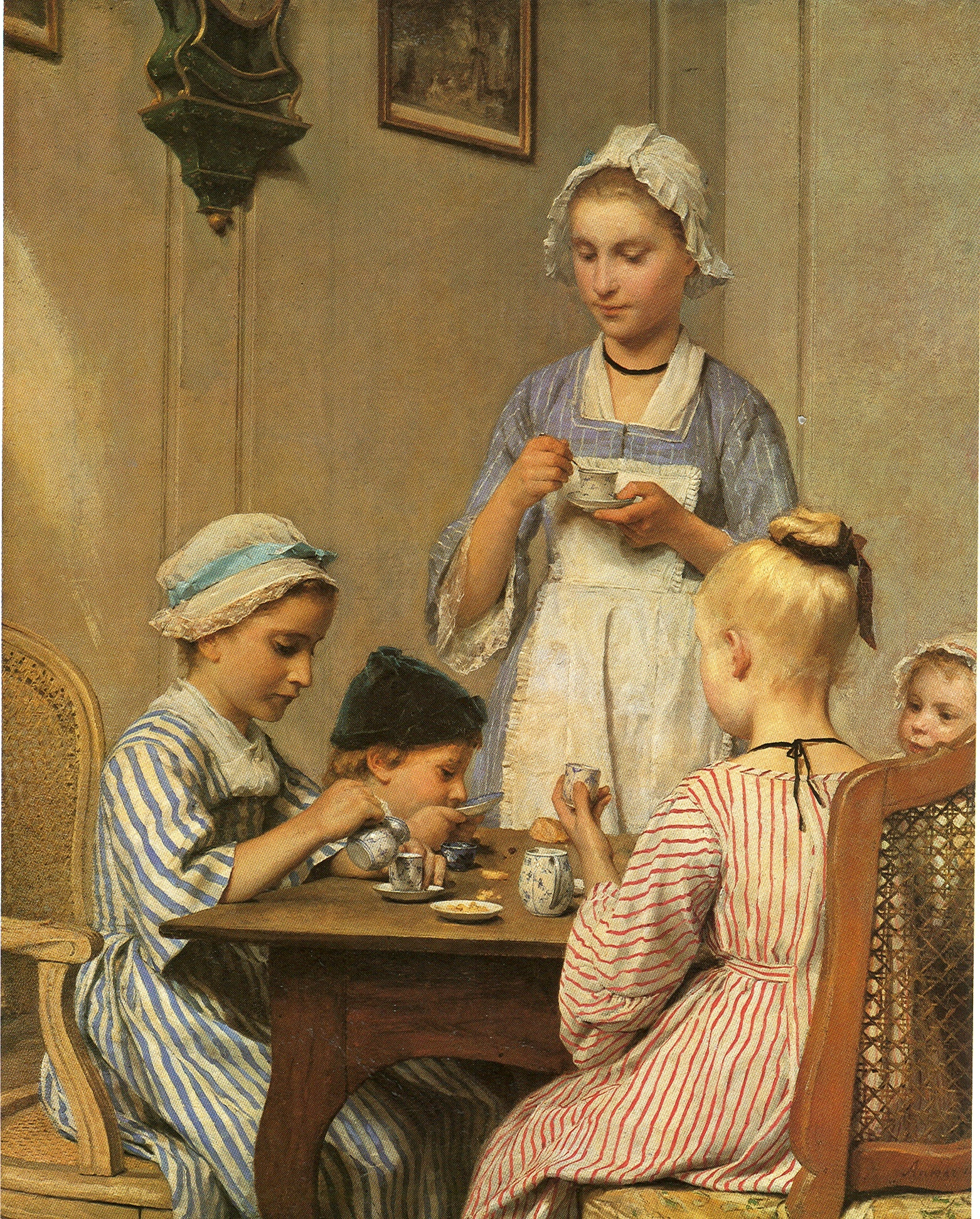
Albert Anker, Kinderfrühstück, 1879
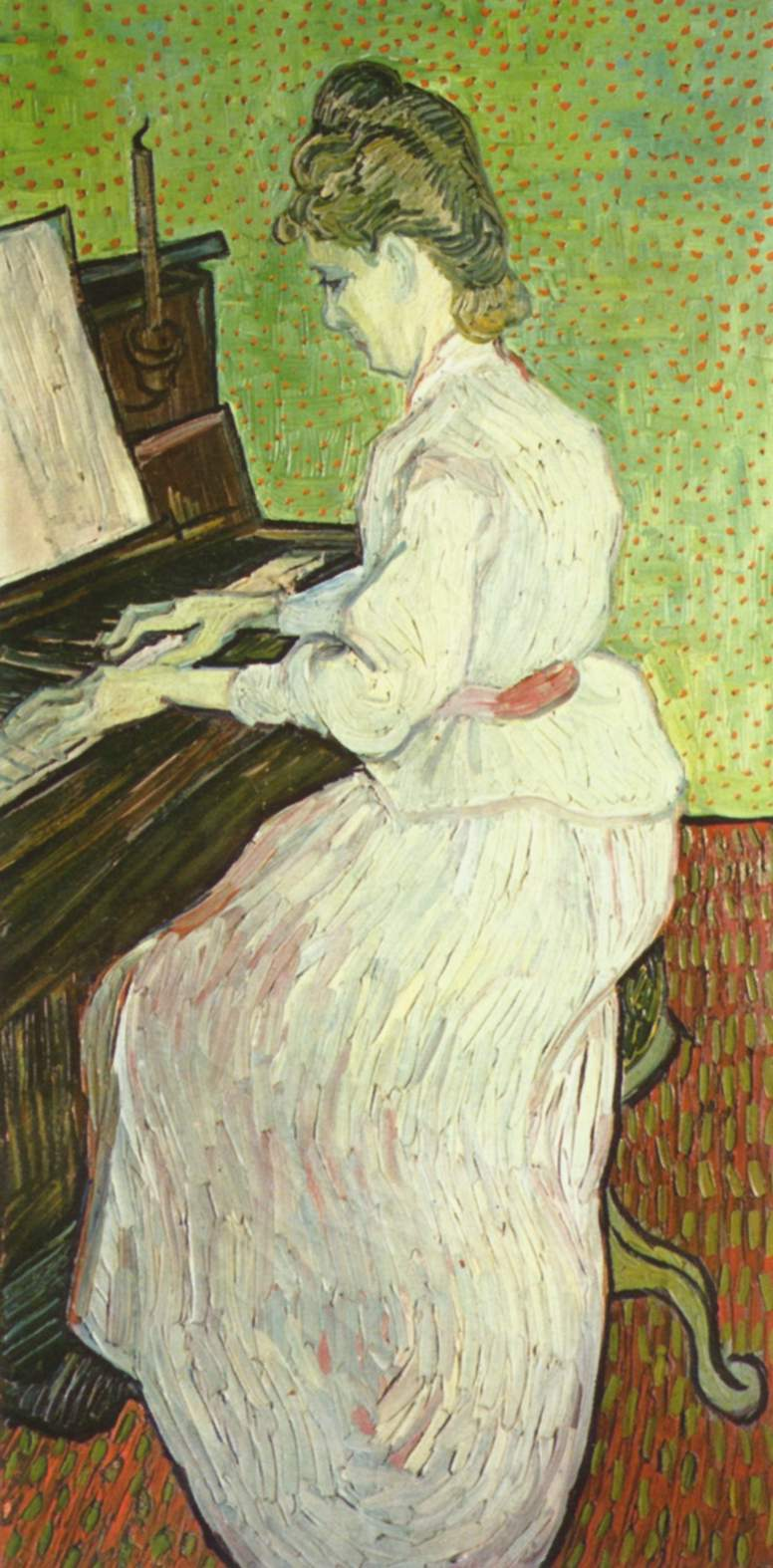
Vincent van Gogh, Mademoiselle Gachet au piano, 1890
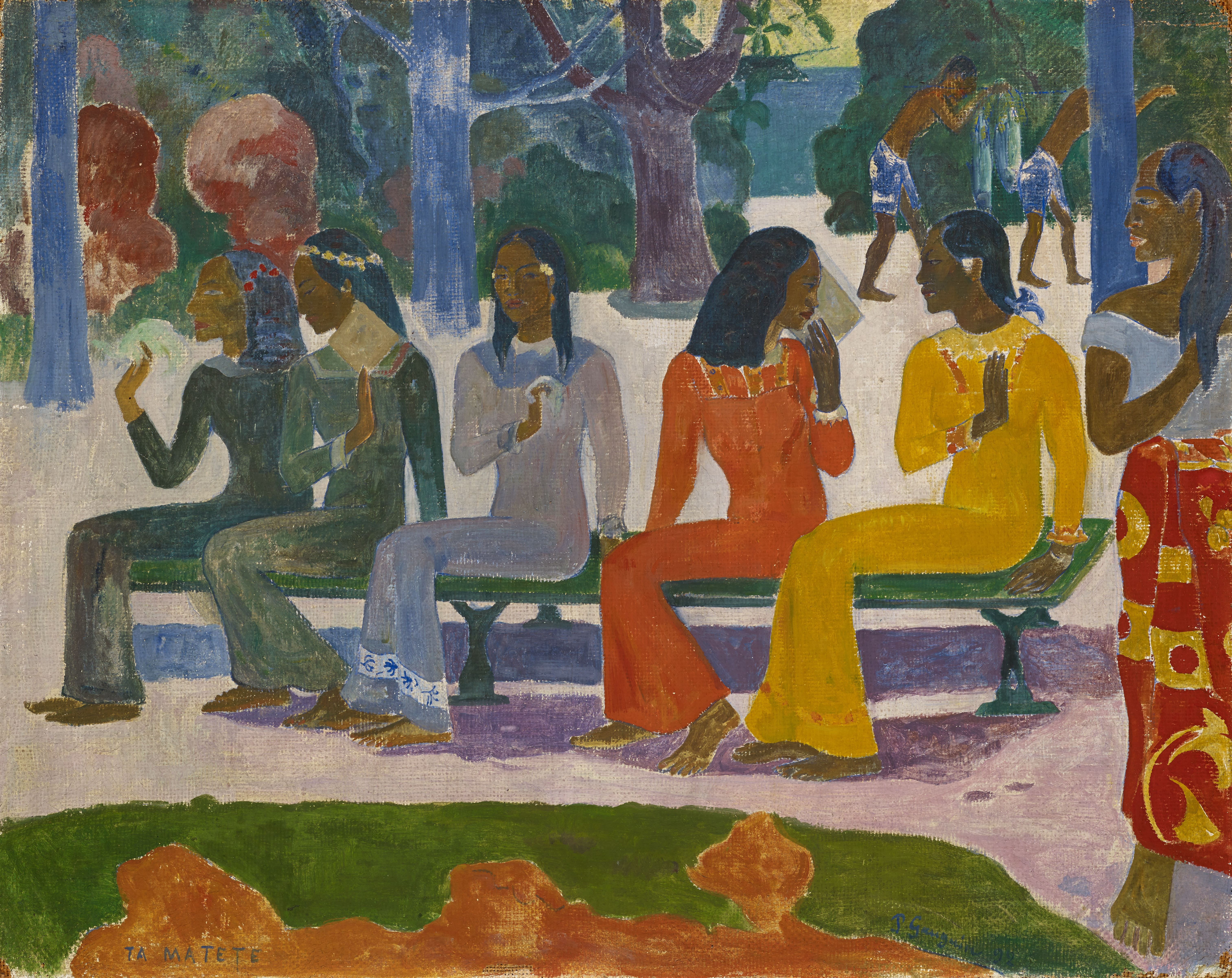
Paul Gauguin, Ta matete, 1892
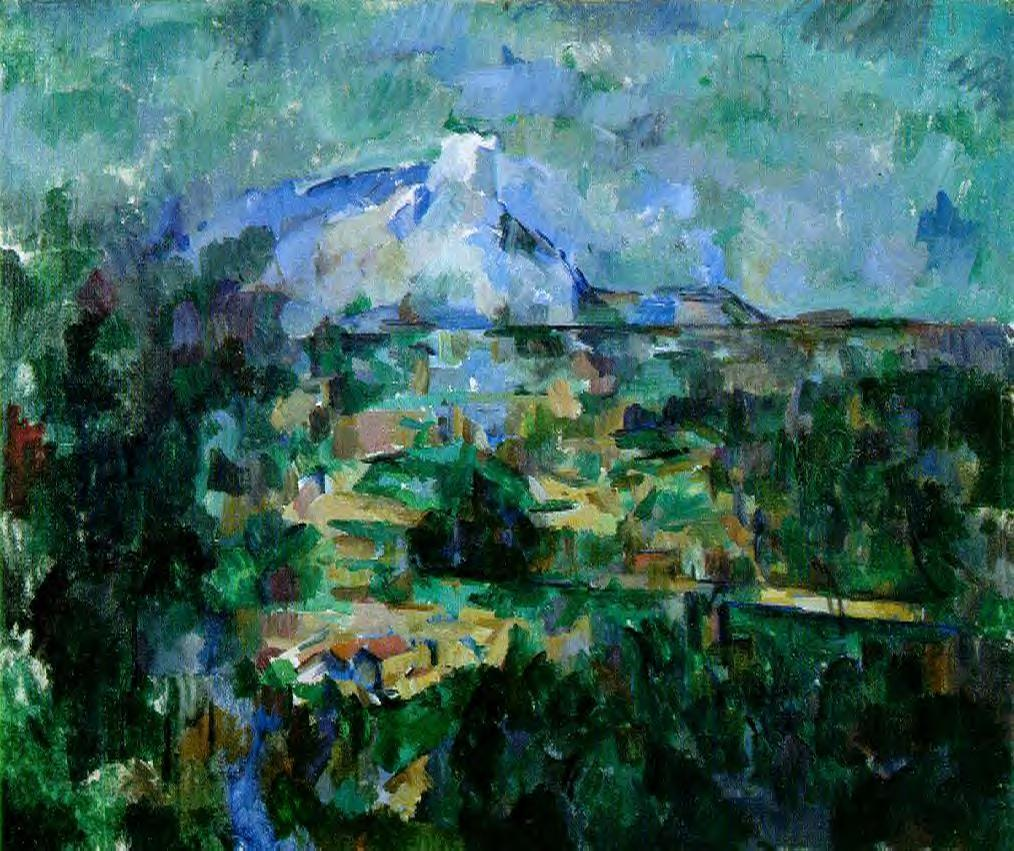
Paul Cézanne, Le Mont Sainte-Victoire vu des Lauves, 1904–1906
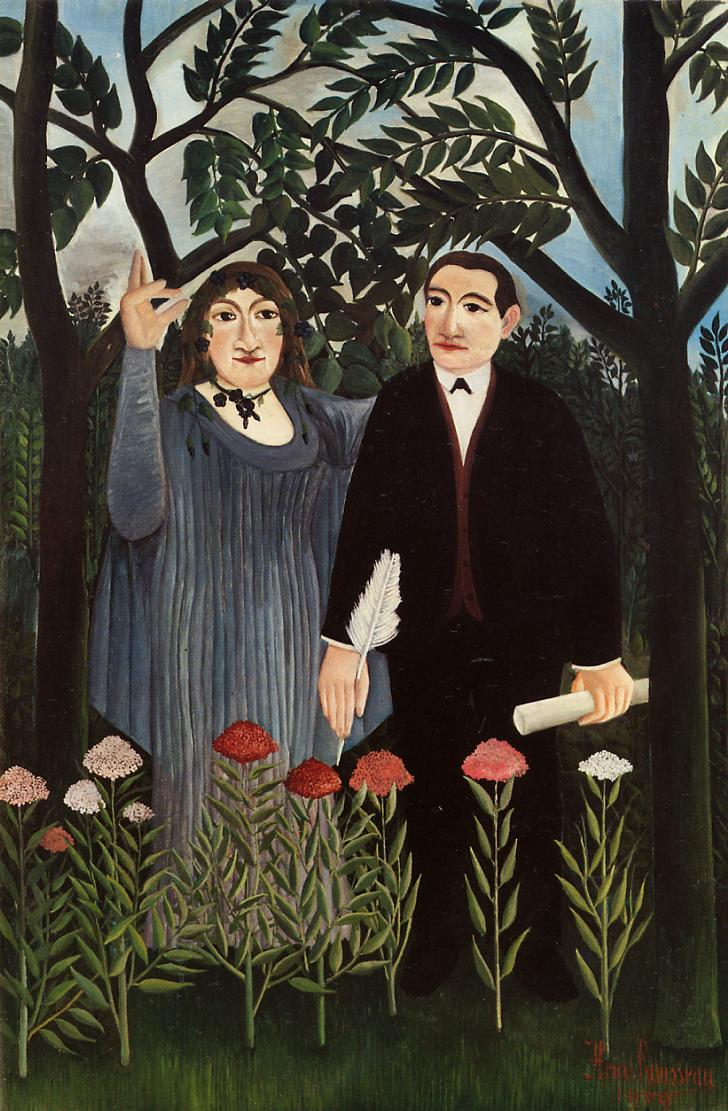
Henri Rousseau, La muse inspirant le poète, 1909
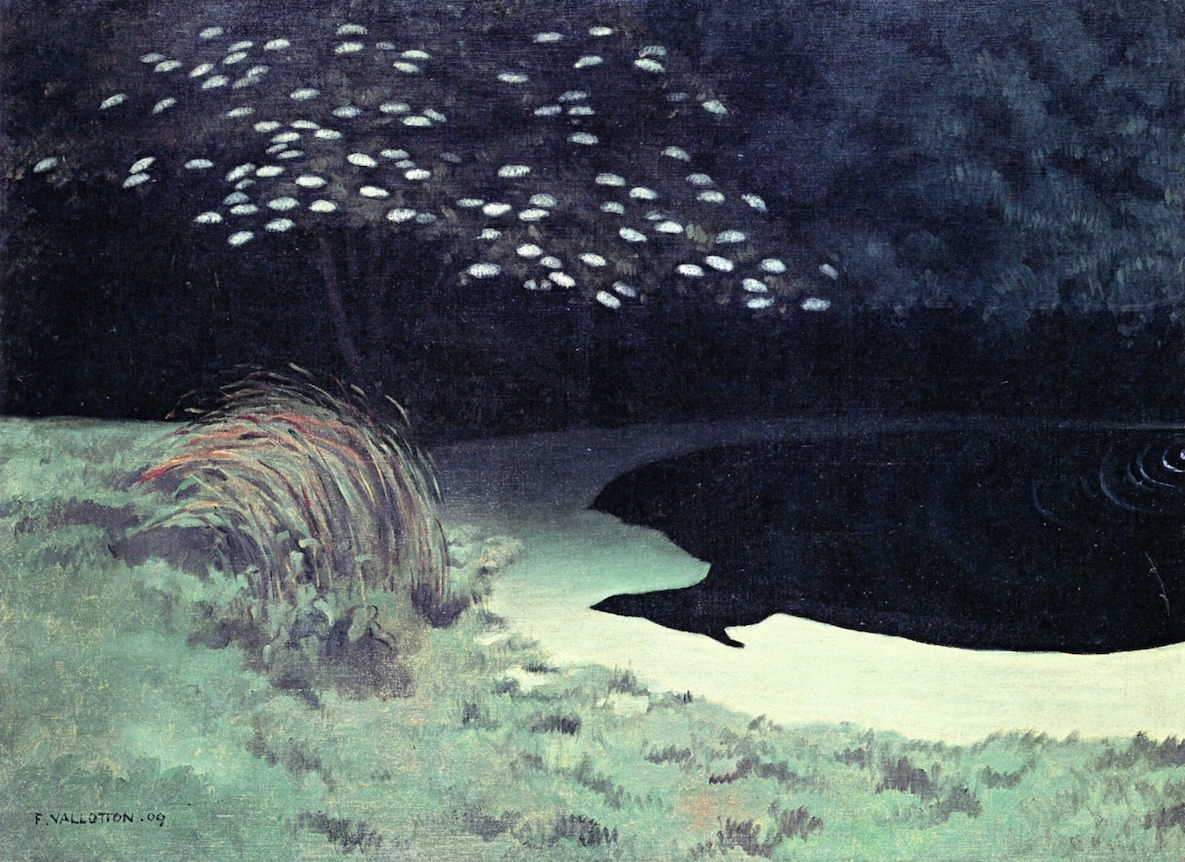
Félix Vallotton, La Mare, 1909
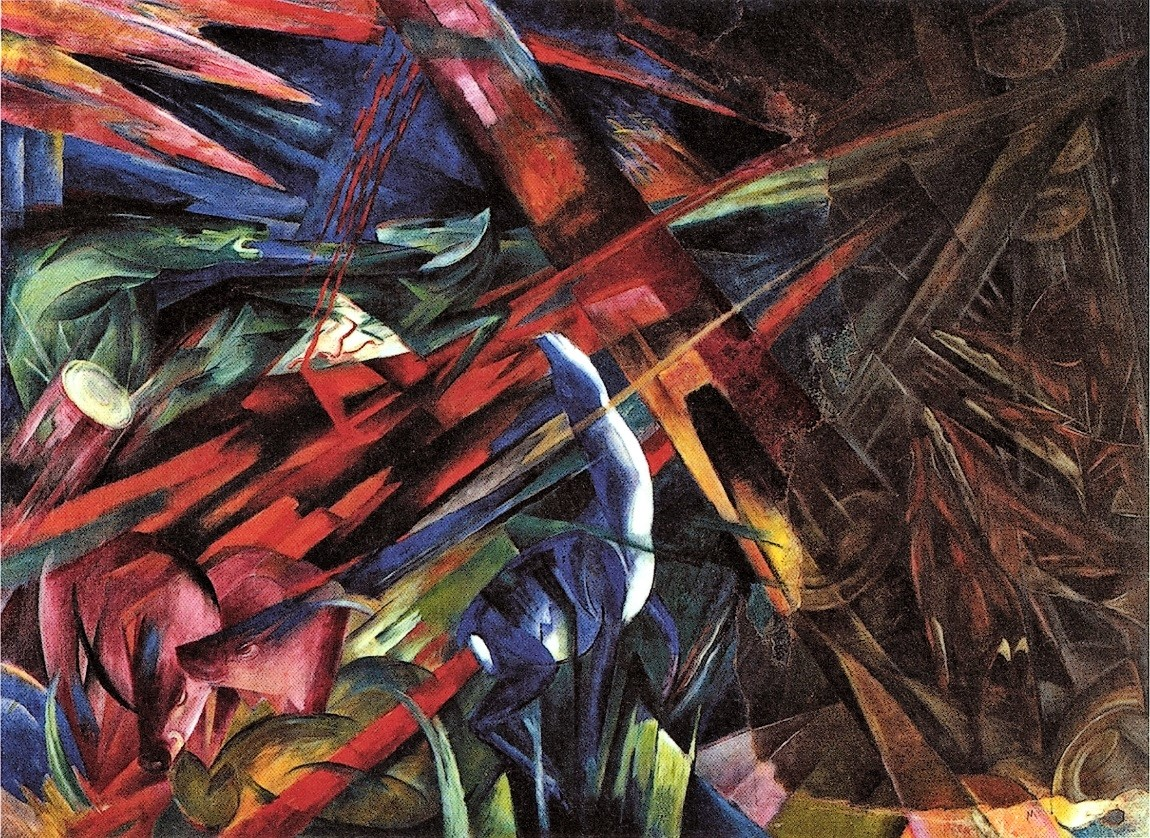
Franz Marc, Tierschicksale, 1913
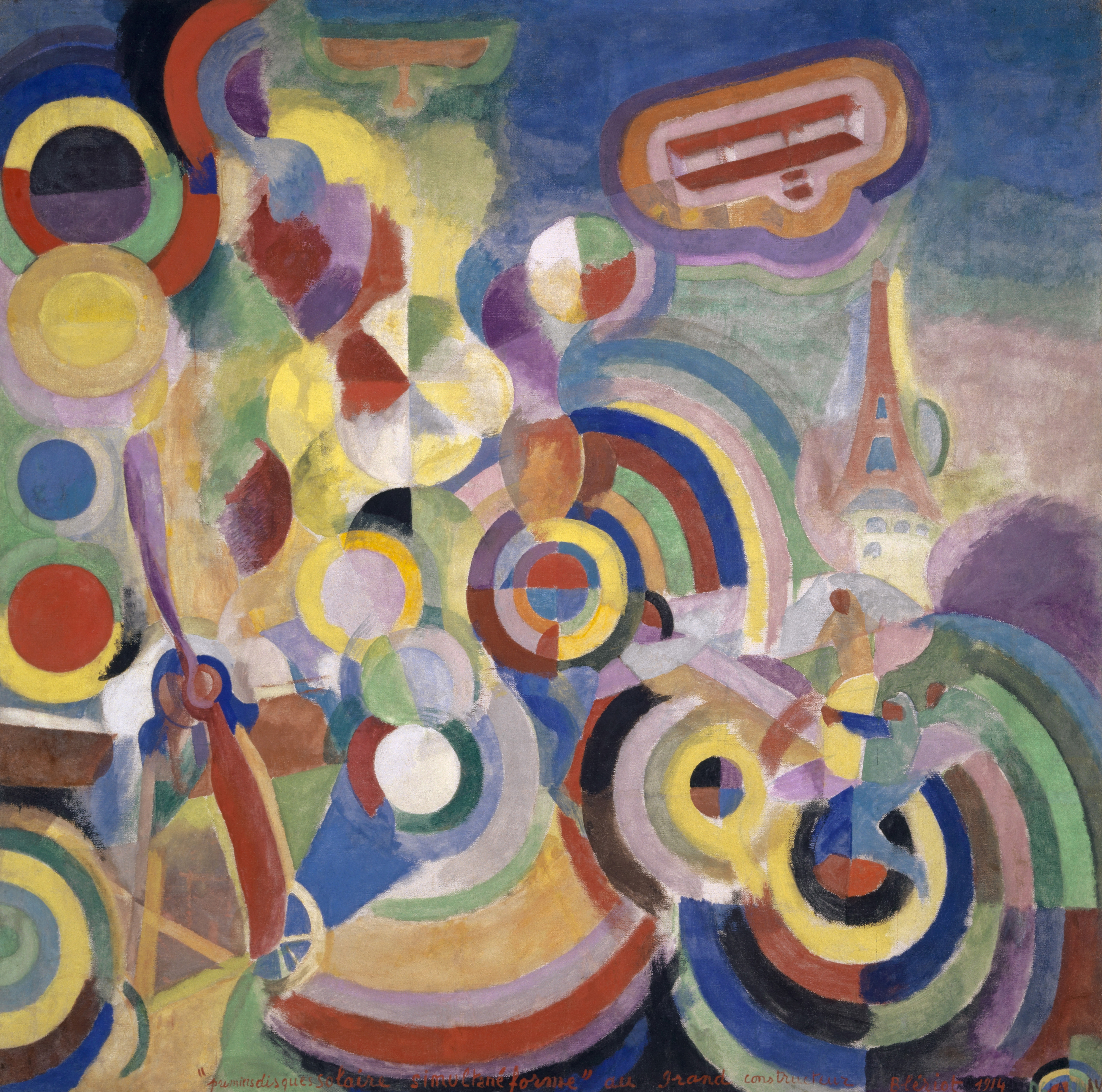
Robert Delaunay, Hommage à Blériot, 1914
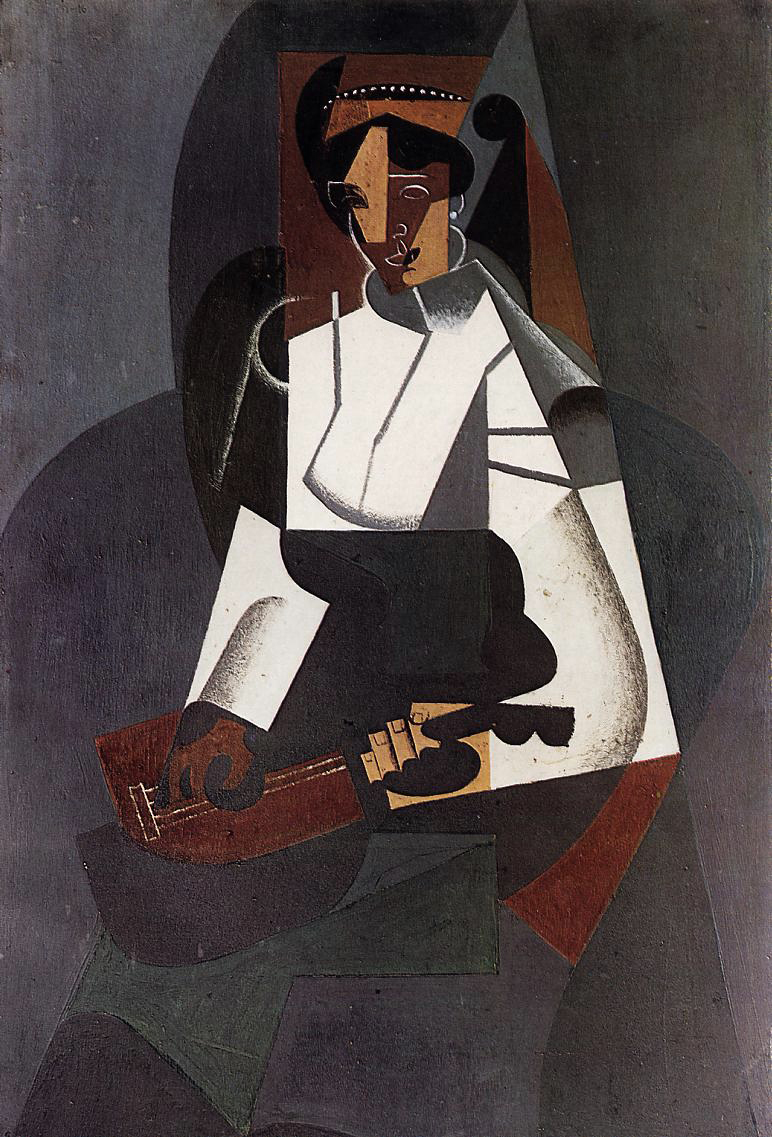
Juan Gris, La femme à la mandoline, 1916
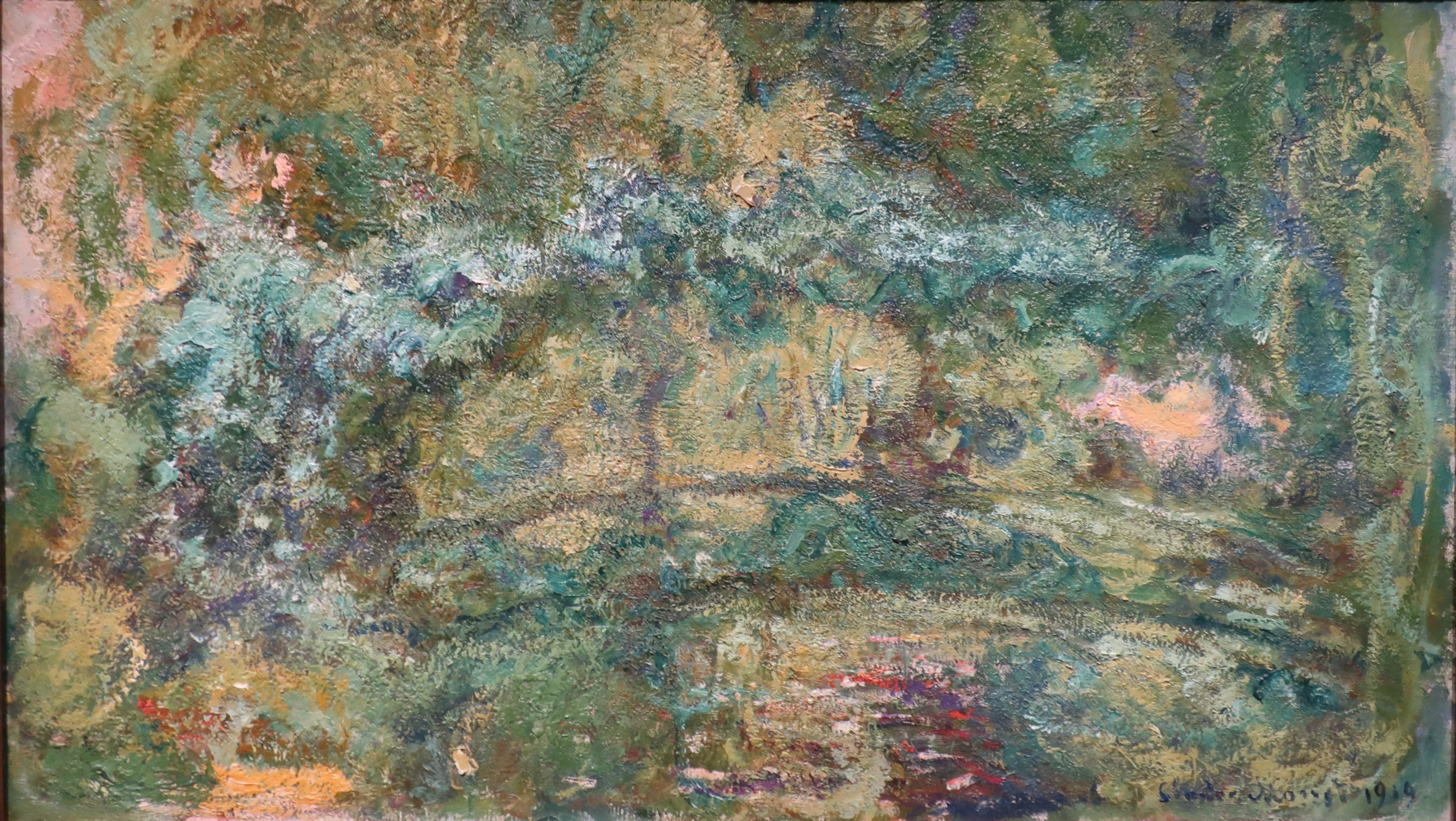
Claude Monet, La passerelle sur le bassin aux nymphéas, 1919
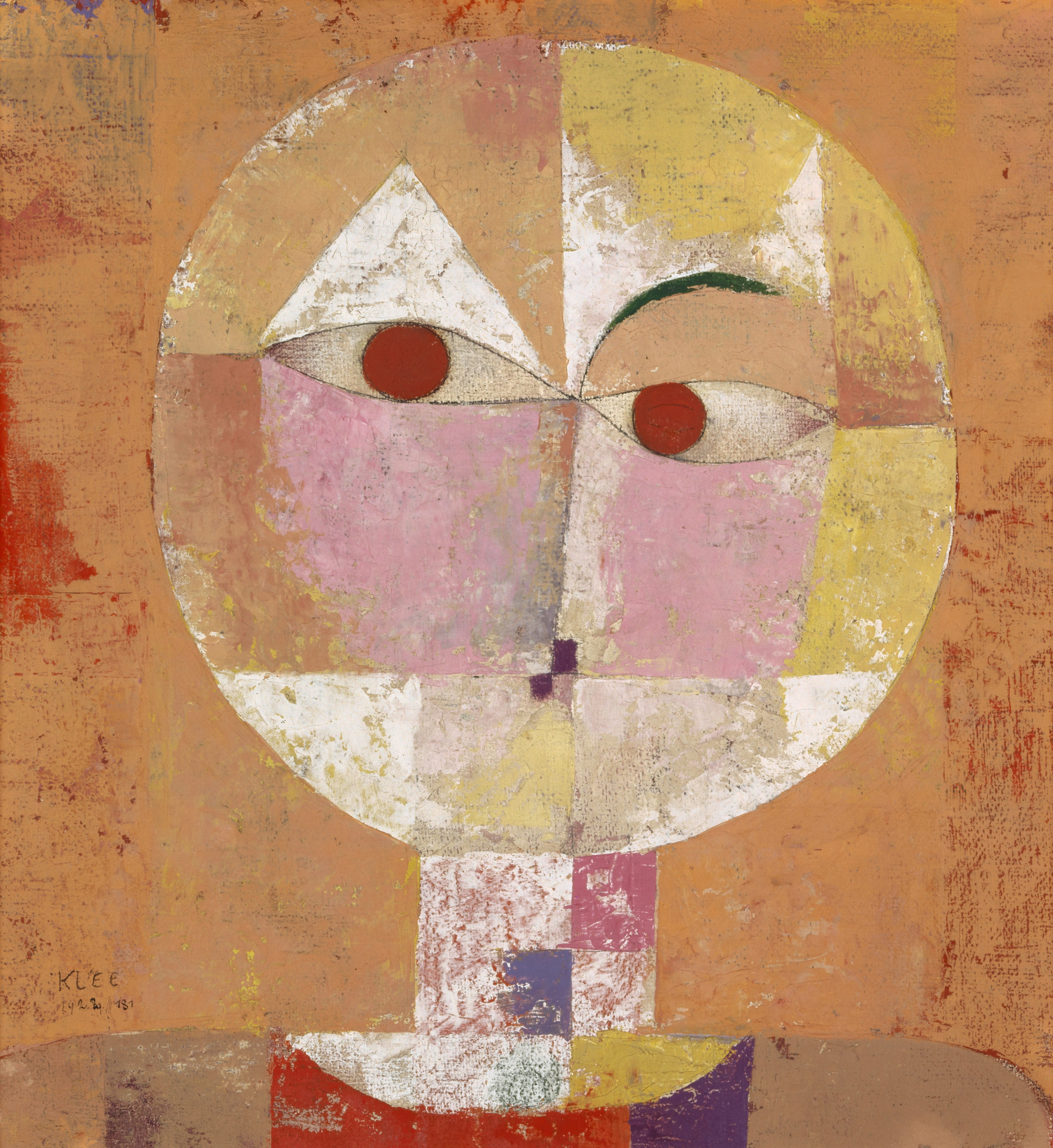
Paul Klee, Senecio, 1922
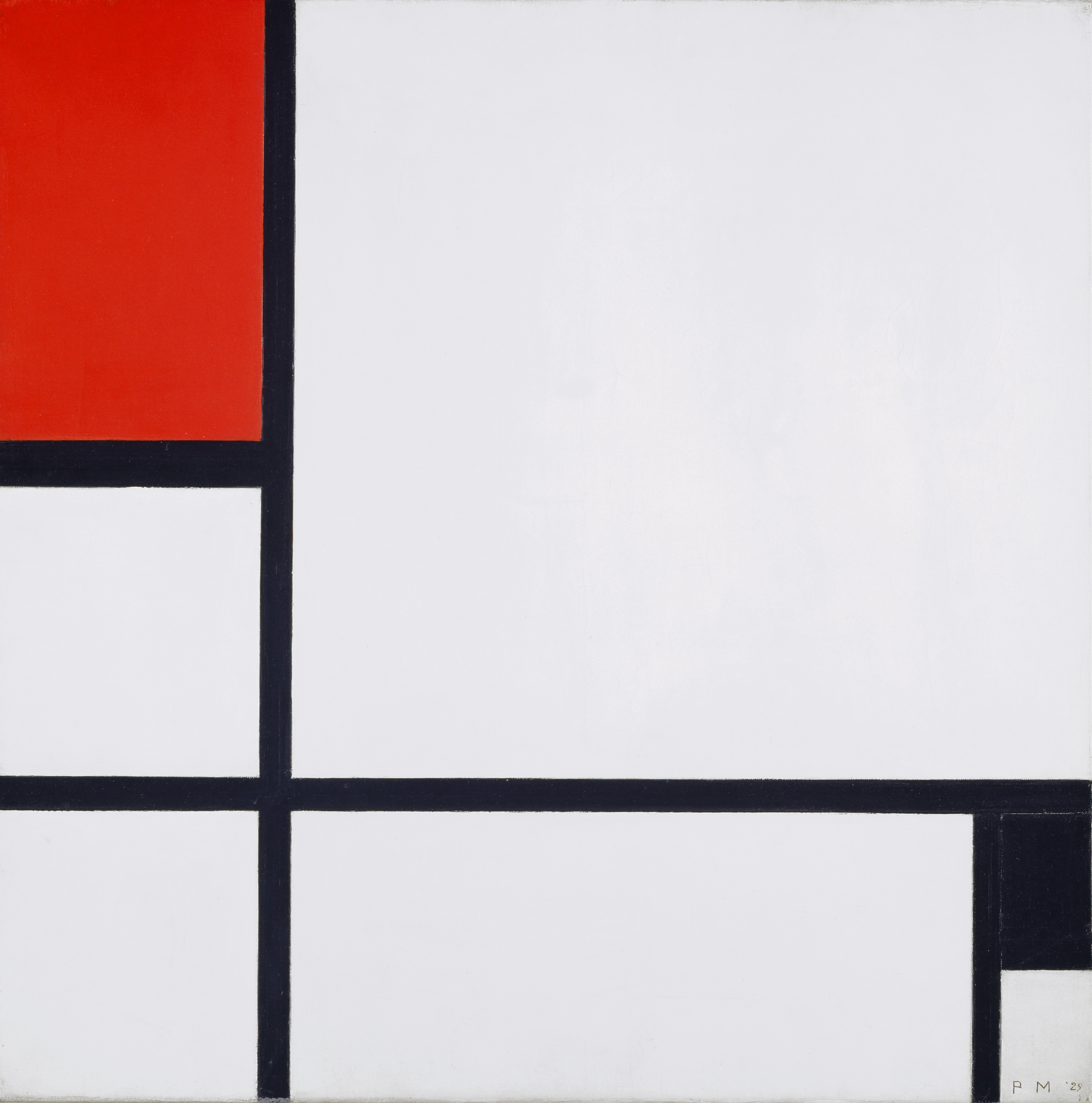
Piet Mondrian, Composition no. I, avec rouge et noir, 1929
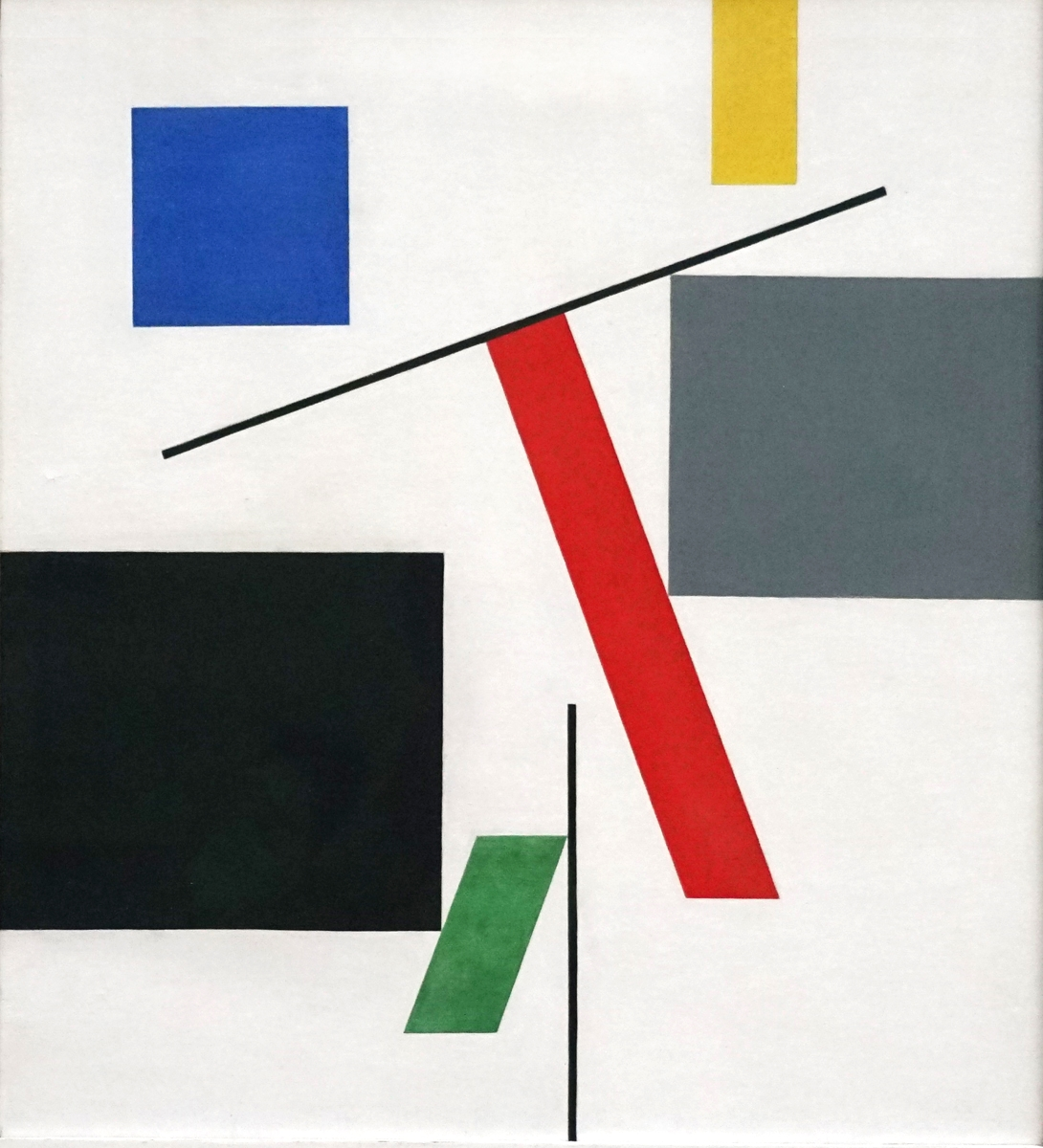
Sophie Taueber-Arp, Équilibre, 1932

## Deposita der Sammlung Gottfried Keller-Stiftung (Auswahl)
Wie in zahlreichen Schweizer Kunstmuseen, wurden auch dem Kunstmuseum Basel eine Vielzahl von Werken der von Lydia Welti-Escher ins Leben gerufenen Gottfried Keller-Stiftung als Dauerleihgaben anvertraut.

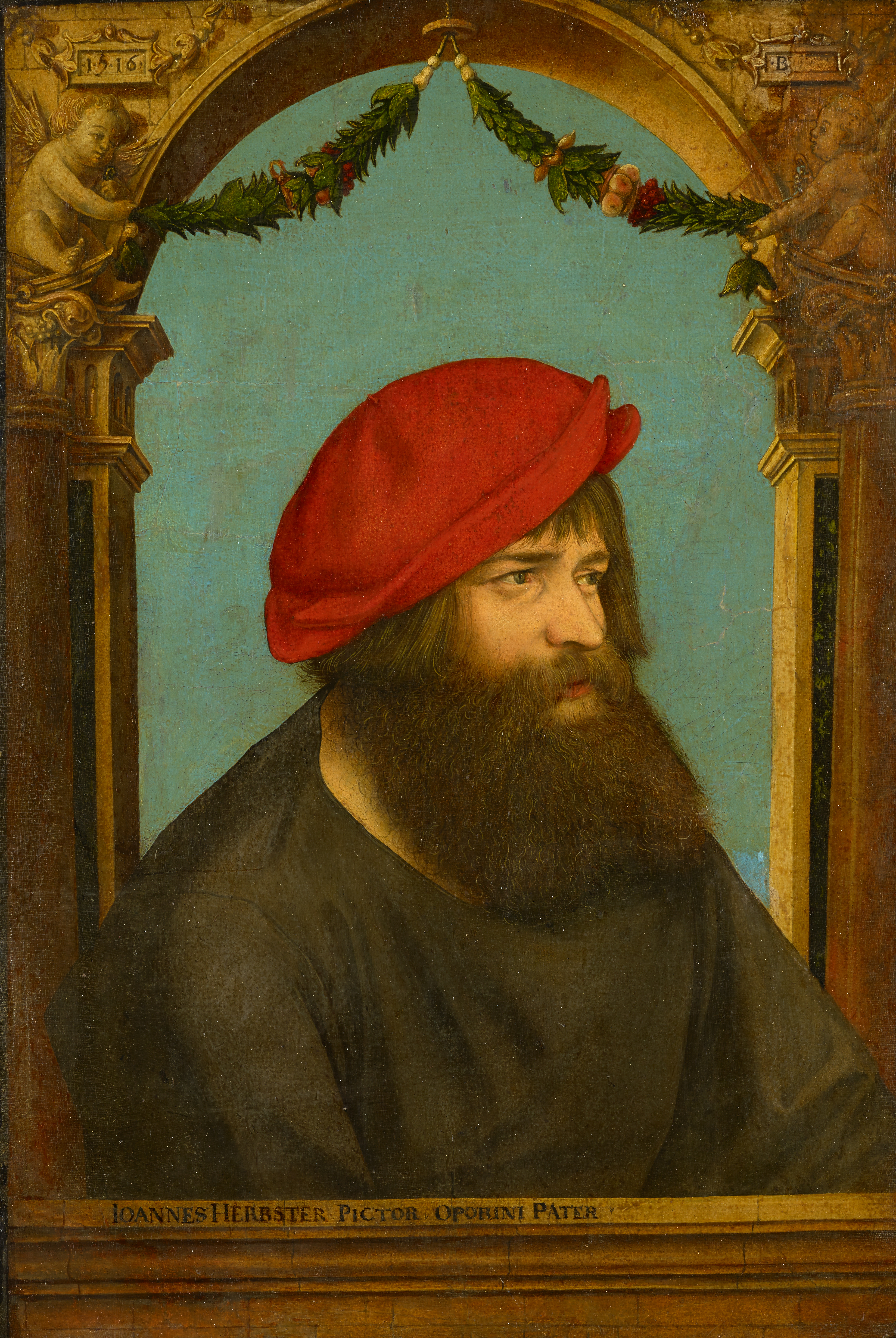
Ambrosius Holbein: Bildnis des Hans Herbst (Herbster), 1516, Inventarnummer GKS208
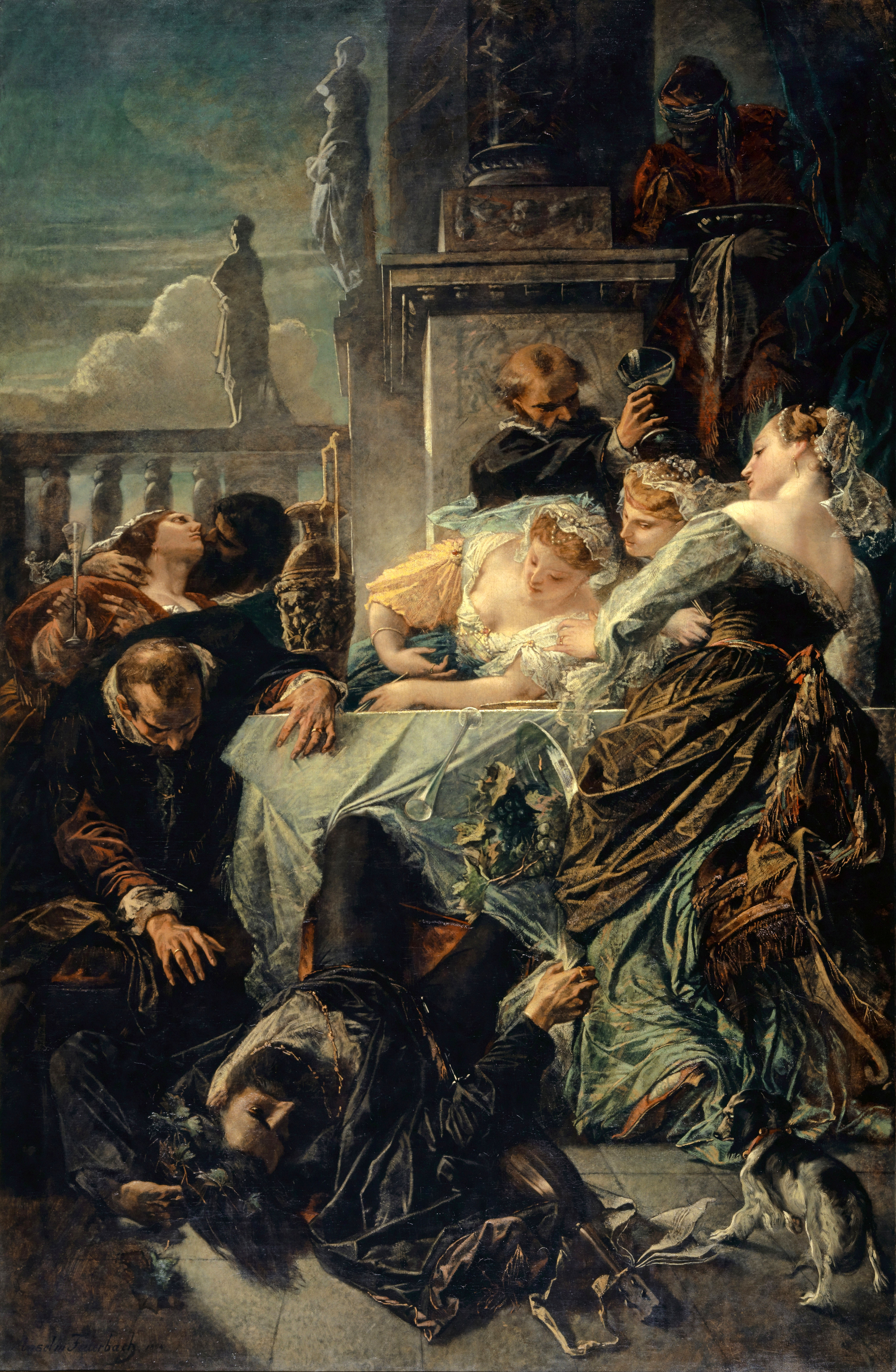
Anselm Feuerbach: Der Tod des Dichters Pietro Aretino, 1854, Inventarnummer GKS118
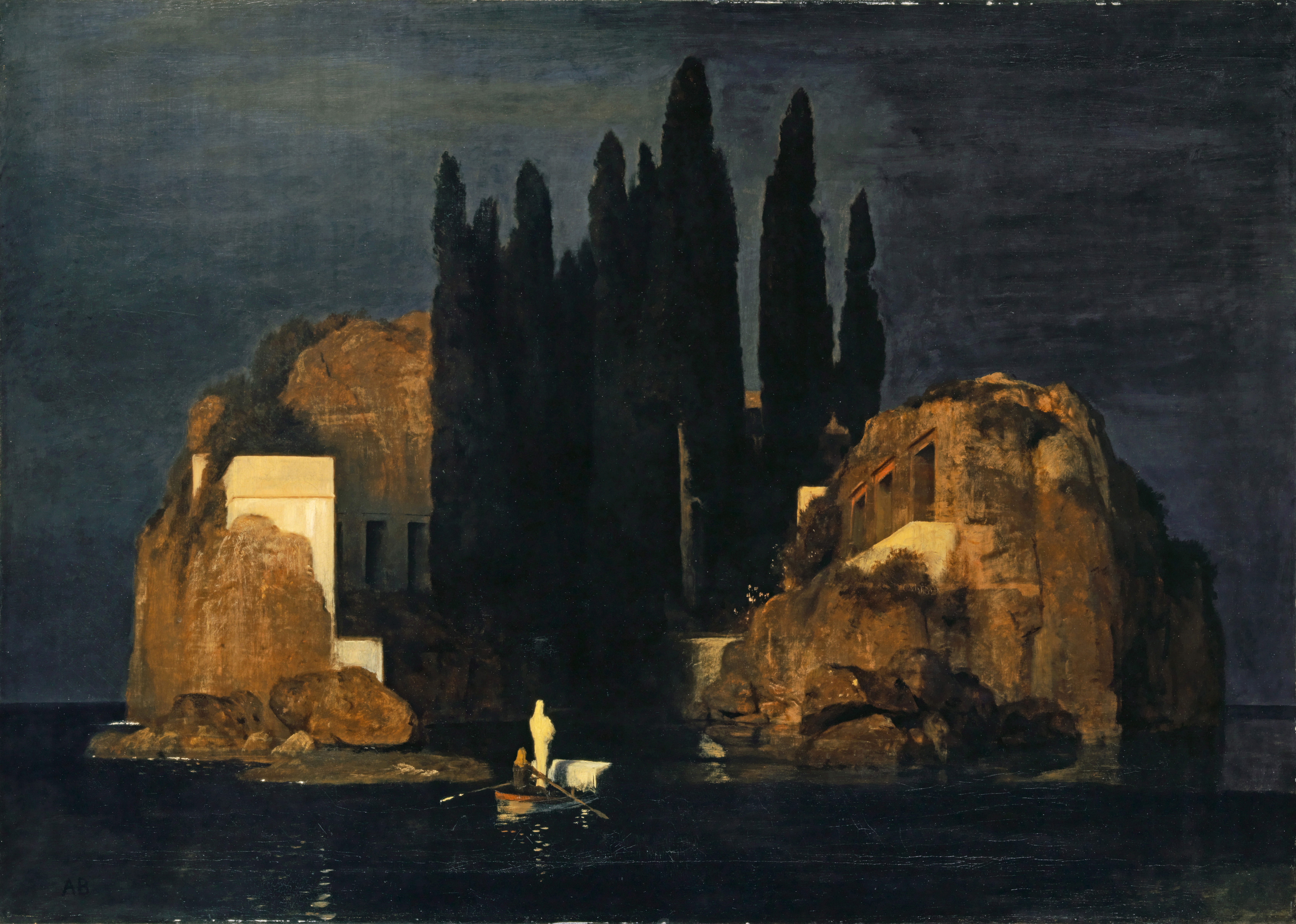
Arnold Böcklin: Die Toteninsel, Ur-Version, 1880, Inventarnummer GKS588
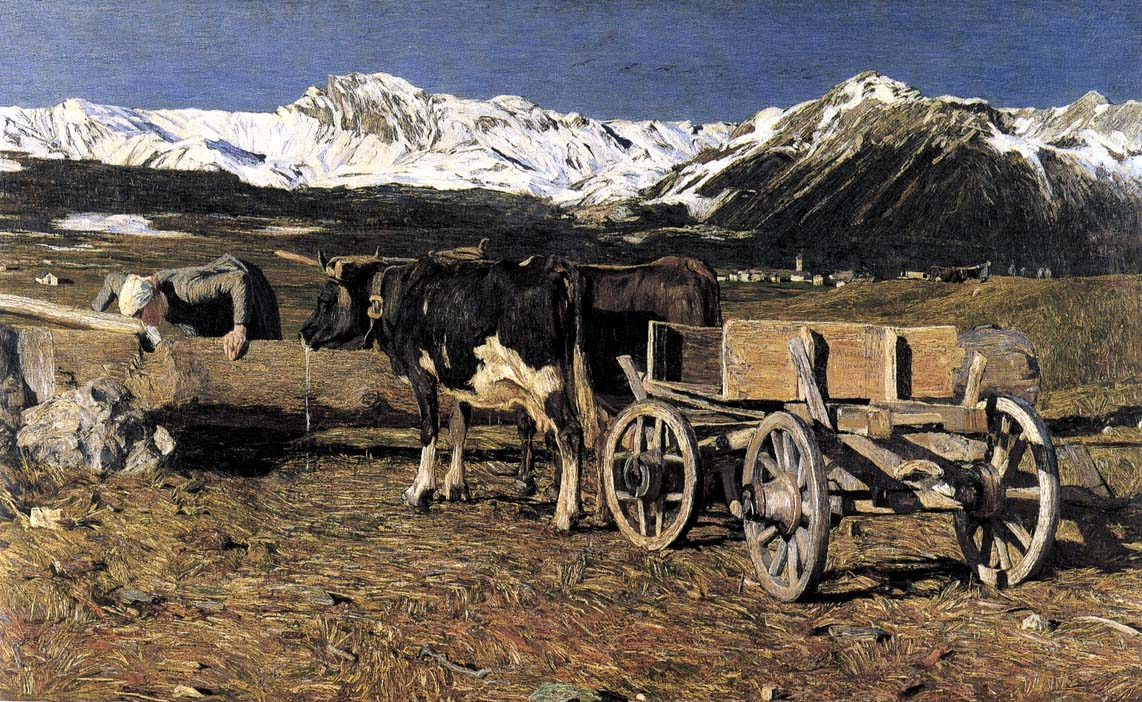
Giovanni Segantini: An der Tränke, 1888, Inventarnummer GKS344

## Direktion
- Friedrich Rintelen, 1925–1926
- Otto Fischer, 1927–1938
- Georg Schmidt, 1939–1961
- Franz Meyer, 1961–1980
- Christian Geelhaar, 1981–1991
- Katharina Schmidt, 1992–2001
- Bernhard Mendes Bürgi, 2001–2016
- Josef Helfenstein, 2016–2024[24]
- Elena Filipovic, ab April 2024[25][26]

## Mäzene
- Martin H. Burckhardt (1921–2007), Schweizer Architekt und Politiker[27]
- Peter G. Staechelin

## Filme
- Kunstmuseum Basel (= Museums-Check. Folge 41). Reportage, 30 Min., Moderation: Markus Brock, Produktion: 3sat. Erstausstrahlung: 30. Oktober 2016.[28]
- Sophie Taeuber-Arp – Cercles Mouvementés. Kunstmuseum Basel (= Allein im Museum. Staffel 2, Folge 7). Reportage, 8 Min. Erstausstrahlung: 4. November 2020.[29][30]